# 宋朝行政區劃
宋朝建國初期沿用五代方鎮作為一級政區，之後恢復道制，在開元十五道基礎上稍作改動（如關內道改稱關西道、劍南道分為東、西兩道等）。直到至道三年終於確定一級行政區為路，並設京東、京西、河北、河東、陝西、淮南、江南、荊湖南、荊湖北、兩浙、福建、西川、峽、廣南東、廣南西共十五路。路以下的二級政區有府、州、军、监等，府州軍監以下又有縣、軍、監、場、城、寨、堡、鎮等，不一而足。

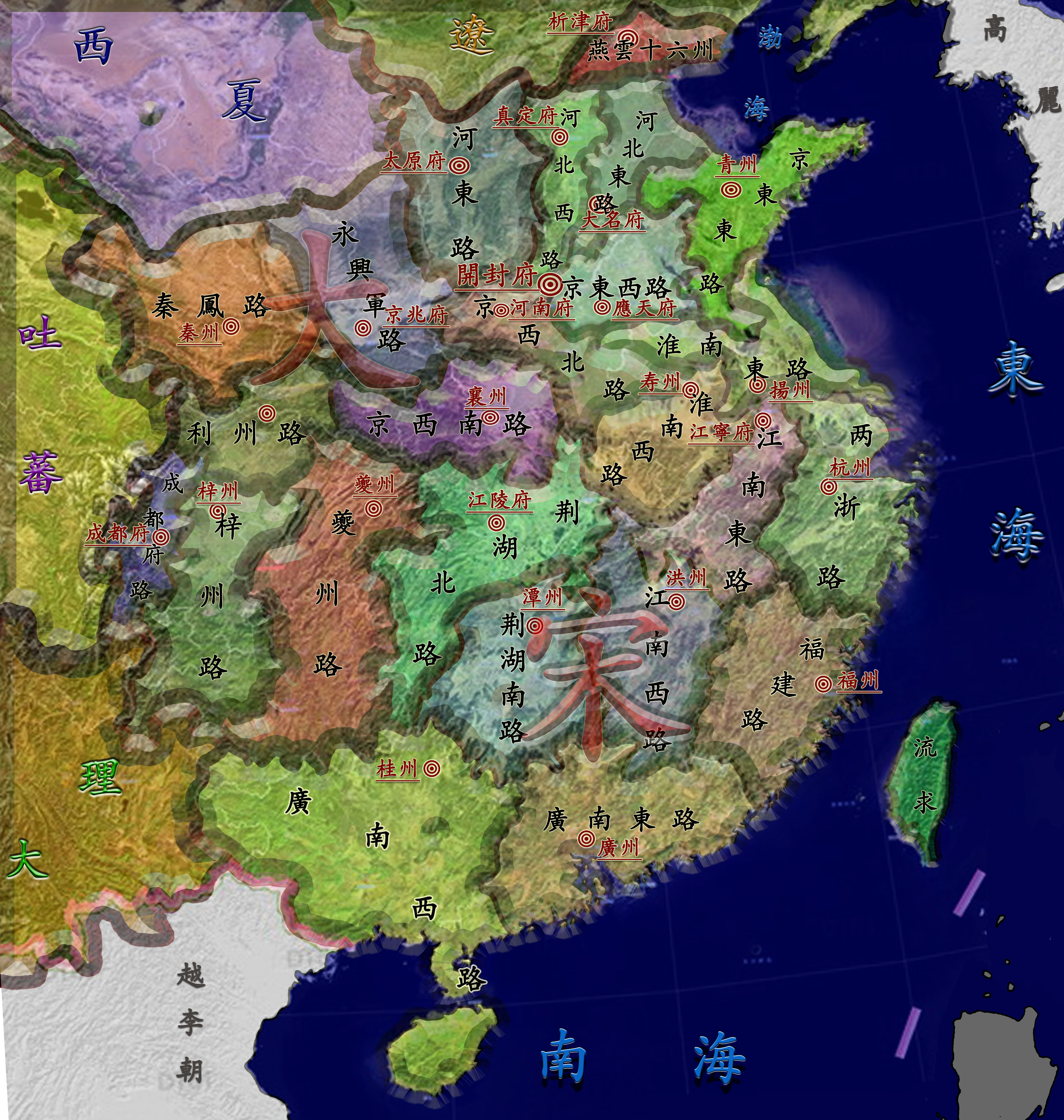
北宋 分路图

咸平四年（1001年）分西川路為益州（後升成都府）、利州二路，分峽路為梓州（後升潼川府）、夔州二路。天禧四年（1020年）分江南路為東、西二路。慶曆八年分河北路安撫司為大名府、高陽關、真定府、定州四路安撫司。皇祐五年析開封府及周邊州軍設京畿路，不久廢除。熙宁五年（1072年）分京西路為南、北二路，分淮南路為東、西二路，分陝西為永興軍、秦鳳二路。翌年又將河北路分為東、西二路，分京東為東、西二路。崇寧五年再次析開封府及周邊州軍升為京畿路，經過數次調整，最終轄區僅餘開封府。宣和四年宋金聯合攻遼，宋獲得金歸還當時所佔部分燕雲領土，並設置了燕山府路和雲中府路，但隨即得而復失。
南宋時因紹興和議而失去秦嶺-淮河以北疆土，僅餘兩浙東、兩浙西、江南東、江南西、淮南東、淮南西、荊湖南、荊湖北、京西南、成都府、潼川府、夔州、利州、福建、廣南東、廣南西十六路，紹興十四年（1144年）改为17路，把利州分为东、西两路。端平元年（1234年）宋蒙聯合滅金，淮河以北部分州軍短暫收復，但很多得而復失，不过海州稳定保持在南宋疆域之内，并持续到南宋灭亡。
路制創設時僅有轉運使司，後增設安撫使司（或兵馬鈐轄司）、提點刑獄使司，提舉常平使司等機構，統稱監司。元豐元年（1078年）實行大規模政治改制，其中就包括地方政區的改革，即打散大多數轄區統一的監司，使其交錯管理諸路州軍。南宋因戰事頻繁，諸路監司為提高行政效率又逐步恢復了統一轄區。
宋朝的行政區劃設置與地方政治制度可謂強幹弱支，中央政府高度集權。雖然避免了藩鎮割據的局面，但導致地方资源狭小，加上失去燕雲十六州的燕山天然屏障，也致使終宋一代，外敌入侵不断。

## 北宋

### 宋初十三道
| 道       | 州府军监   | 县/军使/监/尉司/镇/城/堡/寨/关/津/场/院/务/井                                                                |
| 河南道   | 东京开封府 | 开封、浚仪、尉氏、陈留、雍丘、封丘、中牟、阳武、酸枣、长垣、扶沟、鄢陵、考城、太康、襄邑、东明               |
| 河南道   | 河南府     | 河南、洛阳、偃师、颍阳、巩、密、新安、福昌、伊阳、渑池、永宁、长水、寿安、河清、登封、伊阙、缑氏、王屋       |
| 河南道   | 陕州       | 陕、芮城、平陆、灵宝、硖石、夏                                                                               |
| 河南道   | 虢州       | 恒农、卢氏、玉城                                                                                             |
| 河南道   | 许州       | 长社、郾城、阳翟、长葛、舞阳、许田、临颍                                                                     |
| 河南道   | 汝州       | 梁、襄城、叶、龙兴、鲁山、郏                                                                                 |
| 河南道   | 郑州       | 管城、荥泽、原武、新郑、荥阳                                                                                 |
| 河南道   | 滑州       | 白马、韦城、胙城、灵河、黎阳                                                                                 |
| 河南道   | 蔡州       | 汝阳、上蔡、新蔡、褒信、遂平、新息、朗山、真阳、西平、平舆                                                   |
| 河南道   | 陈州       | 宛丘、项城、商水、西华、南顿                                                                                 |
| 河南道   | 颍州       | 汝阴、沈丘、颍上、万寿                                                                                       |
| 河南道   | 宋州       | 宋城、宁陵、谷熟、下邑、虞城、楚丘、拓城                                                                     |
| 河南道   | 曹州       | 济阴、冤句、乘氏、南华                                                                                       |
| 河南道   | 广济军     | 定陶 |
| 河南道   | 郓州       | 须城、阳谷、中都、寿张、东阿、平阴                                                                           |
| 河南道   | 济州       | 巨野、郓城、金乡、任城                                                                                       |
| 河南道   | 单州       | 单父、砀山、成武、鱼台                                                                                       |
| 河南道   | 濮州       | 甄诚、雷泽、临濮、范                                                                                         |
| 河南道   | 徐州       | 彭城、沛、萧、滕、丰、下邳、宿迁                                                                             |
| 河南道   | 泗州       | 盱眙、临淮、招信                                                                                             |
| 河南道   | 涟水军     | 涟水 |
| 河南道   | 宿州       | 符离、虹、蕲、临渙                                                                                           |
| 河南道   | 青州       | 益都、临淄、寿光、临朐、博兴、千乘                                                                           |
| 河南道   | 潍州       | 北海、昌邑、昌乐                                                                                             |
| 河南道   | 密州       | 诸城、安丘、高密、莒                                                                                         |
| 河南道   | 淄州       | 淄川、长山、邹平、高苑                                                                                       |
| 河南道   | 齐州       | 历城、禹城、章丘、长清、临邑、临济                                                                           |
| 河南道   | 沂州       | 临沂、承、沂水、费、新泰                                                                                     |
| 河南道   | 登州       | 蓬莱、文登、黄、牟平                                                                                         |
| 河南道   | 莱州       | 掖、莱阳、胶水、即墨                                                                                         |
| 河南道   | 兖州       | 瑕丘、乾封、泗水、龚丘、曲阜、莱芜、邹                                                                       |
| 河南道   | 海州       | 朐山、怀仁、沭阳、东海                                                                                       |
| 河南道   | 莱芜监     | |
| 关西道   | 京兆府     | 长安、万年、鄠、蓝田、咸阳、醴泉、泾阳、栎阳、高陵、兴平、昭应、武功、乾祐                                   |
| 关西道   | 同州       | 冯翊、郃阳、澄城、白水、夏阳、韩城、朝邑、蒲城                                                               |
| 关西道   | 华州       | 郑、下邽、华阴、渭南                                                                                         |
| 关西道   | 凤翔府     | 天兴、扶风、郿、岐山、宝鸡、麟游、普润、虢、盩厔、崇信                                                       |
| 关西道   | 耀州       | 华原、富平、三原、云阳、同官、美原                                                                           |
| 关西道   | 乾州       | 奉天、好畤、永寿                                                                                             |
| 关西道   | 陇州       | 汧源、汧阳、吴山、陇安                                                                                       |
| 关西道   | 泾州       | 保定、灵台、良原                                                                                             |
| 关西道   | 原州       | 临泾 |
| 关西道   | 庆州       | 安化、华池、乐蟠                                                                                             |
| 关西道   | 邠州       | 新平、三水、宜禄、定平                                                                                       |
| 关西道   | 宁州       | 定安、彭原、真宁、襄乐、彭阳                                                                                 |
| 关西道   | 鄜州       | 洛交、洛川、三川、直罗、鄜城                                                                                 |
| 关西道   | 丹州       | 宜川、云岩、汾川                                                                                             |
| 关西道   | 坊州       | 中部、宜君、升平                                                                                             |
| 关西道   | 延州       | 肤施、延长、延水、门山、临真、敷政、丰林、甘泉、金明、延川                                                   |
| 关西道   | 保安军     | |
| 关西道   | 灵州       | 回乐 |
| 关西道   | 盐州       | 五原、白池                                                                                                   |
| 关西道   | 会州       | 会宁、乌兰                                                                                                   |
| 关西道   | 银州       | 儒林、真乡、开光、抚宁                                                                                       |
| 关西道   | 绥州       | |
| 关西道   | 夏州       | 朔方、宁朔、德静                                                                                             |
| 关西道   | 宥州       | 长泽 |
| 关西道   | 静州       | |
| 关西道   | 麟州       | 新秦、连谷、银城                                                                                             |
| 关西道   | 府州       | 府谷 |
| 关西道   | 丰州       | 永安寨、来远寨、保宁寨                                                                                       |
| 关西道   | 通远军     | 通远 |
| 关西道   | 司竹监     | |
| 关西道   | 沙苑监     | |
| 陇右道   | 秦州       | 成纪、陇城、清水、天水、长道、大谭、伏羌寨、定西寨、三阳寨、尚书寨、𢇲镶寨、弓门寨、静戎寨、治方寨、太平监   |
| 陇右道   | 成州       | 同谷、栗亭                                                                                                   |
| 陇右道   | 仪州       | 华亭、安化                                                                                                   |
| 陇右道   | 渭州       | 平凉、潘原                                                                                                   |
| 陇右道   | 阶州       | 福津、将利                                                                                                   |
| 河东道   | 并州       | 榆次、平晋、阳曲、文水、祁、太谷、清源、寿阳、盂                                                             |
| 河东道   | 汾州       | 西河、孝义、平遥、介休、灵石                                                                                 |
| 河东道   | 岚州       | 宜芳、静乐、合河、岚谷、宁化                                                                                 |
| 河东道   | 石州       | 离石、临泉、平夷、方山、定胡                                                                                 |
| 河东道   | 忻州       | 秀容、定襄                                                                                                   |
| 河东道   | 宪州       | 楼烦、玄池、天池                                                                                             |
| 河东道   | 晋州       | 临汾、洪洞、襄陵、神山、襄邑、赵城、汾西、冀氏、岳阳                                                         |
| 河东道   | 泽州       | 晋城、高平、阳城、端氏、陵川、沁水                                                                           |
| 河东道   | 辽州       | 辽山、合顺、榆社、平城                                                                                       |
| 河东道   | 潞州       | 上党、长子、潞城、屯留、壶关、襄恒、黎城、涉                                                                 |
| 河东道   | 沁州       | 沁源、和川、绵上                                                                                             |
| 河东道   | 河中府     | 河东、河西、虞乡、临晋、宝鼎、猗氏、永乐、龙门、万泉                                                         |
| 河东道   | 解州       | 解、安邑、闻喜                                                                                               |
| 河东道   | 绛州       | 正平、曲沃、太平、冀城、稷山、绛、恒曲                                                                       |
| 河东道   | 慈州       | 吉乡、文城、乡宁                                                                                             |
| 河东道   | 隰州       | 隰川、蒲、温泉、永和、石楼、大宁                                                                             |
| 河东道   | 代州       | 雁门、五台、崞、繁畤、唐林                                                                                   |
| 河东道   | 宝兴军     | |
| 河东道   | 威胜军     | 铜鞮、武乡                                                                                                   |
| 河东道   | 大通监     | 交城 |
| 河东道   | 苛岚军     | |
| 河东道   | 平定军     | 平定、乐乡                                                                                                   |
| 河东道   | 隆州       | |
| 河北道   | 孟州       | 河阳、温、济源、汜水、河阴                                                                                   |
| 河北道   | 怀州       | 河内、武德、修武、武陟、获嘉                                                                                 |
| 河北道   | 大名府     | 元城、大名、莘、内黄、成安、魏、馆陶、临清、夏津、清平、冠氏、宗城、朝城、南乐、洹水、永济、经城             |
| 河北道   | 博州       | 聊城、堂邑、高唐、博平                                                                                       |
| 河北道   | 相州       | 安阳、永定、汤阴、临漳、邺、林虑                                                                             |
| 河北道   | 卫州       | 汲、新乡、卫、共城                                                                                           |
| 河北道   | 洺州       | 永年、平恩、鸡泽、曲周、临洺、肥乡                                                                           |
| 河北道   | 慈州       | 滏阳、武安、邯郸、昭德                                                                                       |
| 河北道   | 澶州       | 顿丘、濮阳、观城、临河、清丰、临黄、卫南                                                                     |
| 河北道   | 贝州       | 清河、清阳、武城、漳南、历亭                                                                                 |
| 河北道   | 邢州       | 龙岗、沙河、任、尧山、南和、巨鹿、平乡、内丘                                                                 |
| 河北道   | 祁州       | 无极、深泽                                                                                                   |
| 河北道   | 赵州       | 平棘、宁晋、高邑、柏乡、临城、赞皇、隆平                                                                     |
| 河北道   | 真定府     | 真定、藁城、获鹿、井陉、平山、灵寿、行唐、元氏、栾城、束鹿、鼓城                                             |
| 河北道   | 定州       | 安喜、陉邑、蒲阴、曲阳、唐、望都、新乐、博野、北平                                                           |
| 河北道   | 冀州       | 信都、蓚、南宫、枣强、武邑、衡水、阜城、堂阳                                                                 |
| 河北道   | 深州       | 陆泽、饶阳、安平、武强、下博、乐寿                                                                           |
| 河北道   | 德州       | 安德、平原、德平、将陵、安陵                                                                                 |
| 河北道   | 滨州       | 渤海、蒲台                                                                                                   |
| 河北道   | 棣州       | 厌次、商海、阳信                                                                                             |
| 河北道   | 沧州       | 清池、无棣、盐山、乐陵、南皮、饶安、临津、东光、永安                                                         |
| 河北道   | 瀛州       | 河间、束城、高阳、景城                                                                                       |
| 河北道   | 莫州       | 莫、任丘、长丰、清苑                                                                                         |
| 河北道   | 雄州       | 归信、荣城                                                                                                   |
| 河北道   | 霸州       | 永清、文安、大城                                                                                             |
| 河北道   | 易州       | 易、满城、遂城、涞水                                                                                         |
| 河北道   | 保塞军     | |
| 河北道   | 德清军     | |
| 河北道   | 静安军     | |
| 河北道   | 定远军     | |
| 河北道   | 乾宁军     | |
| 河北道   | 保顺军     | |
| 剑南西道 | 成都府     | 成都、华阳、郫、新都、温江、新繁、双流、犀浦、广都、灵池                                                     |
| 剑南西道 | 彭州       | 九陇、永昌、濛阳                                                                                             |
| 剑南西道 | 汉州       | 雒、什邡、绵竹、德阳                                                                                         |
| 剑南西道 | 眉州       | 眉山、彭山、洪稚、丹稜、青神                                                                                 |
| 剑南西道 | 嘉州       | 龙游、夹江、犍为、平羌、峨眉                                                                                 |
| 剑南西道 | 邛州       | 临邛、大邑、火井、蒲江、依政、安仁、临溪                                                                     |
| 剑南西道 | 蜀州       | 晋原、江源、新津、永康                                                                                       |
| 剑南西道 | 资州       | 盘石、资阳、内江、龙水                                                                                       |
| 剑南西道 | 简州       | 阳安、平泉                                                                                                   |
| 剑南西道 | 黎州       | 汉源、通望                                                                                                   |
| 剑南西道 | 雅州       | 严道、卢山、名山、百丈、荣经                                                                                 |
| 剑南西道 | 维州       | 保宁、通化                                                                                                   |
| 剑南西道 | 茂州       | 汶山、汶川、石泉                                                                                             |
| 剑南西道 | 戎州       | 僰道、宜宾、南溪                                                                                             |
| 剑南西道 | 永康军     | 导江、青城                                                                                                   |
| 剑南西道 | 怀安军     | 金水、金堂                                                                                                   |
| 剑南东道 | 梓州       | 郪、玄武、涪城、射洪、通泉、盐亭、铜山、飞乌、永泰、东关                                                     |
| 剑南东道 | 绵州       | 巴西、彰明、魏城、罗江、神泉、龙安、盐泉、西昌                                                               |
| 剑南东道 | 剑州       | 普安、武连、阴平、剑门、梓潼、临津、普成                                                                     |
| 剑南东道 | 龙州       | 江油、清川                                                                                                   |
| 剑南东道 | 陵州       | 仁寿、贵平、井研、始建、籍                                                                                   |
| 剑南东道 | 荣州       | 旭川、威远、应灵、资官、公井                                                                                 |
| 剑南东道 | 果州       | 南充、西充、相如、流溪                                                                                       |
| 剑南东道 | 阆州       | 阆中、新井、普安、新政、苍溪、西水、奉国、南部、歧坪                                                         |
| 剑南东道 | 遂州       | 小溪、长江、蓬溪、青石、遂宁                                                                                 |
| 剑南东道 | 普州       | 安岳、安居、乐至                                                                                             |
| 剑南东道 | 泸州       | 泸川、合江、江安、淯井监、南井监                                                                             |
| 剑南东道 | 昌州       | 大足、昌元、永川                                                                                             |
| 剑南东道 | 富国监     | |
| 剑南东道 | 陵井监     | |
| 剑南东道 | 富顺监     | 战井镇、㱔井镇、方滩镇、罗井镇、新栅镇、真溪镇、临江镇、邓井镇、鼓井镇、赖井镇、茆头镇、赖易镇、高市镇、盐井 |
| 山南西道 | 兴元府     | 南郑、城固、褒城、西                                                                                         |
| 山南西道 | 凤州       | 梁泉、两当、河池、开宝监                                                                                     |
| 山南西道 | 文州       | 曲水 |
| 山南西道 | 利州       | 绵谷、葭萌、平蜀、昭化                                                                                       |
| 山南西道 | 兴州       | 顺政、长举                                                                                                   |
| 山南西道 | 合州       | 石照、汉初、赤水、铜梁、巴川                                                                                 |
| 山南西道 | 渝州       | 巴、江津、南山、璧山                                                                                         |
| 山南西道 | 开州       | 开江、万岁、新浦                                                                                             |
| 山南西道 | 达州       | 通川、永穆、石鼓、新宁、巴渠、三冈、东乡、明通院                                                             |
| 山南西道 | 洋州       | 兴道、西乡、真符                                                                                             |
| 山南西道 | 渠州       | 流江、邻山、领水、大竹                                                                                       |
| 山南西道 | 巴州       | 化城、恩阳、曾口、其章、清化、七盘                                                                           |
| 山南西道 | 蓬州       | 蓬池、良山、仪陇、伏虞、蓬山、朗池                                                                           |
| 山南西道 | 壁州       | 通江、白石、符阳                                                                                             |
| 山南西道 | 集州       | 难江、嘉川                                                                                                   |
| 山南西道 | 金州       | 西城、洵阳、汉阴、石泉、平利                                                                                 |
| 山南西道 | 商州       | 上洛、上津、丰阳、商洛、洛南                                                                                 |
| 山南西道 | 广安军     | 渠江、新明、岳池                                                                                             |
| 山南西道 | 开宝监     | |
| 山南西道 | 三泉       | |
| 山南东道 | 邓州       | 镶、南阳、内乡、浙川                                                                                         |
| 山南东道 | 唐州       | 泌阳、湖阳、比阳、梧柏、方城                                                                                 |
| 山南东道 | 房州       | 房陵、竹山                                                                                                   |
| 山南东道 | 均州       | 武当、勋乡                                                                                                   |
| 山南东道 | 随州       | 随、唐城、枣阳、光化                                                                                         |
| 山南东道 | 郢州       | 长寿、京山                                                                                                   |
| 山南东道 | 复州       | 景陵、沔阳                                                                                                   |
| 山南东道 | 襄州       | 襄阳、邓城、谷城、宜城、中卢、南漳                                                                           |
| 山南东道 | 江陵府     | 江陵、枝江、公安、松滋、石首、监利、潜江、建宁、玉沙                                                         |
| 山南东道 | 归州       | 秭归、巴东、兴山                                                                                             |
| 山南东道 | 峡州       | 夷陵、宜都、长阳、远安                                                                                       |
| 山南东道 | 夔州       | 奉节、巫山、大昌                                                                                             |
| 山南东道 | 忠州       | 临江、丰都、垫江、南宾、桂溪、南宾尉司                                                                       |
| 山南东道 | 万州       | 南浦、武宁                                                                                                   |
| 山南东道 | 光化军     | 乾德 |
| 山南东道 | 荆门军     | 长林、当阳                                                                                                   |
| 山南东道 | 云安军     | 云安、云安监                                                                                                 |
| 山南东道 | 梁山军     | 梁山 |
| 山南东道 | 大宁监     | |
| 淮南道   | 扬州       | 江都、广陵、六合、永贞                                                                                       |
| 淮南道   | 和州       | 历阳、乌江、含山                                                                                             |
| 淮南道   | 楚州       | 山阳、淮阴、宝应、盐城                                                                                       |
| 淮南道   | 舒州       | 怀宁、桐城、望江、宿松、太湖                                                                                 |
| 淮南道   | 庐州       | 合肥、慎、舒城                                                                                               |
| 淮南道   | 无为军     | 巢、庐江 |
| 淮南道   | 蕲州       | 蕲春、黄梅、广济、蕲水                                                                                       |
| 淮南道   | 濠州       | 钟离、定远                                                                                                   |
| 淮南道   | 光州       | 定城、光山、仙居、固始                                                                                       |
| 淮南道   | 滁州       | 清流、全椒、来安                                                                                             |
| 淮南道   | 寿州       | 下蔡、寿春、安丰、霍丘、六安                                                                                 |
| 淮南道   | 泰州       | 海陵、兴化、泰兴、如皋                                                                                       |
| 淮南道   | 通州       | 静海、海门                                                                                                   |
| 淮南道   | 黄州       | 黄冈、麻城、黄陂                                                                                             |
| 淮南道   | 安州       | 安陆、孝感、云梦、应城、应山                                                                                 |
| 淮南道   | 建安军     | |
| 淮南道   | 高邮军     | 高邮 |
| 淮南道   | 天长军     | 天长 |
| 淮南道   | 汉阳军     | 汉阳、云川                                                                                                   |
| 淮南道   | 信阳军     | 信阳 |
| 淮南道   | 盐城监     | |
| 淮南道   | 海陵监     | |
| 淮南道   | 利丰监     | |
| 江南西道 | 宣州       | 宣城、泾、南陵、宁国、旌德、太平                                                                             |
| 江南西道 | 歙州       | 歙、休宁、绩溪、黟、祁门、婺源                                                                               |
| 江南西道 | 池州       | 贵池、建德、石埭、青阳、铜陵、东流                                                                           |
| 江南西道 | 洪州       | 南昌、丰城、分宁、靖安、奉新、武宁、建昌                                                                     |
| 江南西道 | 筠州       | 高安、上高、清江、新昌                                                                                       |
| 江南西道 | 饶州       | 鄱阳、余干、浮梁、乐平、德兴、永平监                                                                         |
| 江南西道 | 信州       | 上饶、弋阳、玉山、贵溪、铅山                                                                                 |
| 江南西道 | 虔州       | 赣、安远、雩都、虔化、南康、大庾、信丰、瑞金、石城、上犹、龙南                                               |
| 江南西道 | 吉州       | 庐陵、新淦、太和、安福、永新、龙泉                                                                           |
| 江南西道 | 袁州       | 宜春、萍乡、新喻、万载                                                                                       |
| 江南西道 | 抚州       | 临川、崇仁、南丰、宜黄                                                                                       |
| 江南西道 | 江州       | 德化、彭泽、德安、瑞昌、湖口、都昌、星子                                                                     |
| 江南西道 | 鄂州       | 江夏、武昌、蒲圻、嘉鱼、崇阳、永安                                                                           |
| 江南西道 | 岳州       | 巴陵、华容、平江、湘阴、沅江                                                                                 |
| 江南西道 | 谭州       | 长沙、湘潭、益阳、湘乡、醴陵、浏阳、攸                                                                       |
| 江南西道 | 衡州       | 衡阳、茶陵、耒阳、常宁、衡山、安仁                                                                           |
| 江南西道 | 邵州       | 邵阳、武冈                                                                                                   |
| 江南西道 | 道州       | 营道、永明、江华、宁远                                                                                       |
| 江南西道 | 永州       | 零陵、祁阳                                                                                                   |
| 江南西道 | 全州       | 清湘、灌阳                                                                                                   |
| 江南西道 | 郴州       | 郴、蓝山、高亭、桂阳、宜章                                                                                   |
| 江南西道 | 连州       | 桂阳、阳山、连山                                                                                             |
| 江南西道 | 澧州       | 澧阳、安乡、石门、宜章                                                                                       |
| 江南西道 | 朗州       | 武陵、龙阳、桃源                                                                                             |
| 江南西道 | 涪州       | 涪陵、宾化、武龙、乐温、温山                                                                                 |
| 江南西道 | 黔州       | 彭水、黔江、洪杜、洋水、信宁、都濡                                                                           |
| 江南西道 | 施州       | 清江、建始                                                                                                   |
| 江南西道 | 辰州       | 沅陵、卢溪、叙浦、麻阳、辰溪                                                                                 |
| 江南西道 | 太平州     | 当涂、芜湖、繁昌                                                                                             |
| 江南西道 | 广德军     | 广德 |
| 江南西道 | 建昌军     | 南城 |
| 江南西道 | 兴国军     | 永兴、大冶、通山                                                                                             |
| 江南西道 | 桂阳监     | |
| 江南西道 | 永平监     | |
| 江南东道 | 润州       | 丹徒、延陵、丹阳、金坛                                                                                       |
| 江南东道 | 昇州       | 江宁、上元、溧水、溧阳、句容                                                                                 |
| 江南东道 | 苏州       | 吴、长洲、昆山、常熟、吴江                                                                                   |
| 江南东道 | 常州       | 晋陵、武进、无锡、宜兴                                                                                       |
| 江南东道 | 江阴军     | 江阴 |
| 江南东道 | 杭州       | 钱塘、仁和、於潜、余杭、富阳、盐官、昌化、新城                                                               |
| 江南东道 | 顺化军     | 临安 |
| 江南东道 | 湖州       | 乌程、安吉、长兴、德清、武康                                                                                 |
| 江南东道 | 睦州       | 建德、寿昌、遂安、分水、青溪、桐庐                                                                           |
| 江南东道 | 秀州       | 嘉兴、海盐、华亭、崇德                                                                                       |
| 江南东道 | 越州       | 山阴、会稽、剡、诸暨、余姚、上虞、萧山、新昌                                                                 |
| 江南东道 | 衢州       | 西安、江山、龙游、常山                                                                                       |
| 江南东道 | 婺州       | 金华、东阳、义乌、兰溪、永康、武义、浦江                                                                     |
| 江南东道 | 明州       | 鄞、奉化、慈溪、象山、定海                                                                                   |
| 江南东道 | 台州       | 临海、黄岩、天台、永安、宁海                                                                                 |
| 江南东道 | 温州       | 永嘉、瑞安、乐清、平阳                                                                                       |
| 江南东道 | 处州       | 丽水、白龙、缙云、遂昌、青田、龙泉                                                                           |
| 江南东道 | 福州       | 闽、侯官、福清、连江、永泰、长溪、长乐、古田、永贞、闽清、宁德                                               |
| 江南东道 | 南剑州     | 剑浦、顺昌、沙、尤溪、将乐                                                                                   |
| 江南东道 | 建州       | 建安、浦城、建阳、松溪、邵武、归化、建宁                                                                     |
| 江南东道 | 漳州       | 龙溪、漳浦、龙岩                                                                                             |
| 江南东道 | 泉州       | 晋江、南安、同安、永春、清溪、德化、长泰                                                                     |
| 江南东道 | 汀州       | 长汀、宁化                                                                                                   |
| 江南东道 | 兴化军     | 莆田、仙游、兴化                                                                                             |
| 岭南道   | 广州       | 南海、信安、增城、怀集、清远、东莞、新会、四会                                                               |
| 岭南道   | 潮州       | 海阳、潮阳                                                                                                   |
| 岭南道   | 恩州       | 阳江 |
| 岭南道   | 春州       | 阳春、铜陵                                                                                                   |
| 岭南道   | 藤州       | 镡津 |
| 岭南道   | 龚州       | 平南、武郎                                                                                                   |
| 岭南道   | 韶州       | 曲江、乐昌、翁源                                                                                             |
| 岭南道   | 循州       | 龙川、兴宁                                                                                                   |
| 岭南道   | 端州       | 高要 |
| 岭南道   | 梅州       | 程乡 |
| 岭南道   | 南雄州     | 浈昌、始兴                                                                                                   |
| 岭南道   | 英州       | 浈阳、浛光                                                                                                   |
| 岭南道   | 浈州       | 归善、博罗、海丰、河源                                                                                       |
| 岭南道   | 贺州       | 临贺、富川、桂岭                                                                                             |
| 岭南道   | 高州       | 电白、茂名                                                                                                   |
| 岭南道   | 桂州       | 临桂、灵川、兴安、阳朔、永福、修仁、理定、慕化、荔浦、永宁、义宁、古                                         |
| 岭南道   | 新州       | 新兴 |
| 岭南道   | 窦州       | 信宜 |
| 岭南道   | 南仪州     | 岑溪 |
| 岭南道   | 浔州       | 桂平 |
| 岭南道   | 昭州       | 平乐、真乡、开光、抚宁                                                                                       |
| 岭南道   | 蒙州       | 立山、蒙山、东区                                                                                             |
| 岭南道   | 梧州       | 苍梧、戎城                                                                                                   |
| 岭南道   | 封州       | 封川、开建                                                                                                   |
| 岭南道   | 康州       | 端溪、泷水                                                                                                   |
| 岭南道   | 郁林州     | 兴业、南城                                                                                                   |
| 岭南道   | 宾州       | 岭方 |
| 岭南道   | 象州       | 阳寿、来宾、武仙                                                                                             |
| 岭南道   | 融州       | 融水、武阳、罗城                                                                                             |
| 岭南道   | 邕州       | 宣化、乐昌、武缘、如和、上林                                                                                 |
| 岭南道   | 贵州       | 郁林 |
| 岭南道   | 横州       | 宁浦、永定                                                                                                   |
| 岭南道   | 容州       | 普宁、北流、陆林                                                                                             |
| 岭南道   | 辩州       | 石龙、吴川                                                                                                   |
| 岭南道   | 钦州       | 灵山、安京                                                                                                   |
| 岭南道   | 白州       | 博白 |
| 岭南道   | 柳州       | 马平、龙城、象、洛曹、洛容                                                                                   |
| 岭南道   | 宜州       | 龙水、天河、都感场、富仁监                                                                                   |
| 岭南道   | 廉州       | 合浦、石康                                                                                                   |
| 岭南道   | 雷州       | 海康 |
| 岭南道   | 琼州       | 琼山、临高、乐会、舍城、澄迈、文昌                                                                           |
| 岭南道   | 儋州       | 宜伦、昌化、感恩、洛场                                                                                       |
| 岭南道   | 崖州       | 宁远、吉阳                                                                                                   |
| 岭南道   | 万安州     | 万宁、陵水                                                                                                   |

### 路
| 至道十五路 |          | |            |                                            |                                                  | |
| 路名       | 州府军监 | 州格 | 军额       | 郡号                                       | 地望                                             | 县/军使/监/尉司/镇/城/堡/寨/关/津/场/院/务/井                                                                      |
| 開封府     | 開封府   | 開封府 | 開封府     | 開封府                                     | 京府                                             | 开封、浚仪、尉氏、陈留、雍丘、封丘、中牟、阳武、酸枣、长垣、扶沟、鄢陵、考城、太康、襄邑、东明                     |
| 京東路     | 青州     | 节度 | 镇海军     | 齐                                         | 望                                               | 益都、临淄、寿光、临朐、博兴、千乘                                                                                 |
| 京東路     | 密州     | 节度 | 安化军     | 高密                                       | 上                                               | 诸城、安丘、高密、莒                                                                                               |
| 京東路     | 齐州     | 节度 | 兴德军     | 济南                                       | 上                                               | 历城、禹城、章丘、长清、临邑、临济                                                                                 |
| 京東路     | 沂州     | 防御 |            | 琅琊                                       | 上                                               | 临沂、承、沂水、费、新泰                                                                                           |
| 京東路     | 登州     | 防御 |            | 东牟                                       | 上                                               | 蓬莱、文登、黄、牟平                                                                                               |
| 京東路     | 莱州     | 防御 |            | 东莱                                       | 中                                               | 掖、莱阳、胶水、即墨                                                                                               |
| 京東路     | 潍州     | 团练 |            | 北海                                       | 上                                               | 北海、昌邑、昌乐                                                                                                   |
| 京東路     | 淄州     | 刺史 |            | 淄川                                       | 上                                               | 淄川、长山、邹平、高苑                                                                                             |
| 京東路     | 淮阳军   | |            |                                            | 同下                                             | 下邳、宿迁 |
| 京東路     | 宋州     | 节度 | 归德军     | 河南                                       | 望                                               | 宋城、宁陵、谷熟、下邑、虞城、楚丘、拓城                                                                           |
| 京東路     | 兖州     | 节度 | 泰宁军     | 鲁                                         | 都督府                                           | 瑕丘、乾封、泗水、龚丘、曲阜、莱芜、邹                                                                             |
| 京東路     | 徐州     | 节度 | 武宁军     | 彭城                                       | 大都督府                                         | 彭城、沛、萧、滕、丰、利国监                                                                                       |
| 京東路     | 曹州     | 节度 | 彰武军     | 济阴                                       | 辅                                               | 济阴、冤句、乘氏、南华                                                                                             |
| 京東路     | 郓州     | 节度 | 天平军     | 东平                                       | 紧                                               | 须城、阳谷、中都、寿张、东阿、平阴                                                                                 |
| 京東路     | 济州     | 防御 |            | 济阳                                       | 上                                               | 巨野、郓城、金乡、任城                                                                                             |
| 京東路     | 单州     | 团练 |            | 砀                                         | 上                                               | 单父、砀山、成武、鱼台                                                                                             |
| 京東路     | 濮州     | 团练 |            | 濮阳                                       | 上                                               | 甄诚、雷泽、临濮、范                                                                                               |
| 京東路     | 广济军   | |            |                                            | 同下                                             | 定陶 |
| 京西路     | 襄州     | 节度 | 山南东道   | 襄阳                                       | 望                                               | 襄阳、邓城、谷城、宜城、中卢、南漳                                                                                 |
| 京西路     | 邓州     | 节度 | 武胜军     | 南阳                                       | 上                                               | 镶、南阳、内乡、浙川、顺阳                                                                                         |
| 京西路     | 随州     | 节度 | 崇信军     | 汉东                                       | 上                                               | 随、唐城、枣阳、光化                                                                                               |
| 京西路     | 金州     | 节度 | 昭化军     | 安康                                       | 上                                               | 西城、洵阳、汉阴、石泉、平利                                                                                       |
| 京西路     | 房州     | 节度 | 保康军     | 房陵                                       | 下                                               | 房陵、竹山 |
| 京西路     | 均州     | 节度 | 武当军     | 武当                                       | 上                                               | 武当、勋乡 |
| 京西路     | 郢州     | 防御 |            | 富水                                       | 上                                               | 长寿、京山 |
| 京西路     | 唐州     | 团练 |            | 淮安                                       | 上                                               | 泌阳、湖阳、比阳、梧柏、方城                                                                                       |
| 京西路     | 光化军   | |            |                                            | 同下                                             | 乾德 |
| 京西路     | 河南府   | |            | 洛阳                                       | 京府                                             | 河南、洛阳、偃师、颍阳、巩、密、新安、福昌、伊阳、渑池、永宁、长水、寿安、河清、登封、伊阙、缑氏、王屋             |
| 京西路     | 许州     | 节度 | 忠武军     | 许昌                                       | 望                                               | 长社、郾城、阳翟、长葛、舞阳、许田、临颍                                                                           |
| 京西路     | 郑州     | 节度 | 奉宁军     | 荥阳                                       | 辅                                               | 管城、荥泽、原武、新郑、荥阳                                                                                       |
| 京西路     | 滑州     | 节度 | 武成军     | 灵河                                       | 辅                                               | 白马、韦城、胙城、灵河                                                                                             |
| 京西路     | 孟州     | 节度 | 河阳三城   | 济源                                       | 望                                               | 河阳、温、济源、汜水、河阴                                                                                         |
| 京西路     | 蔡州     | 节度 | 淮康军     | 汝南                                       | 紧                                               | 汝阳、上蔡、新蔡、褒信、遂平、新息、朗山、真阳、西平、平舆                                                         |
| 京西路     | 陈州     | 节度 | 镇安军     | 淮阳                                       | 辅                                               | 宛丘、项城、商水、西华、南顿                                                                                       |
| 京西路     | 颍州     | 防御 |            | 汝阴                                       | 上                                               | 汝阴、沈丘、颍上、万寿                                                                                             |
| 京西路     | 汝州     | 防御 |            | 临汝                                       | 辅                                               | 梁、襄城、叶、龙兴、鲁山、郏                                                                                       |
| 京西路     | 信阳军   | |            |                                            | 同下                                             | 信阳、罗山 |
| 河北路     | 大名府   | 节度 | 天雄军     | 魏                                         | 次府                                             | 元城、大名、莘、内黄、成安、魏、馆陶、临清、夏津、清平、冠氏、宗城、朝城、南乐、洹水、永济、经城                   |
| 河北路     | 澶州     | 节度 | 镇宁军     | 澶渊                                       | 上                                               | 顿丘、濮阳、观城、临河、清丰、卫南                                                                                 |
| 河北路     | 沧州     | 节度 | 横海军     | 景城                                       | 上                                               | 清池、无棣、盐山、乐陵、南皮、饶安、临津                                                                           |
| 河北路     | 冀州     | 团练 |            | 信都                                       | 上                                               | 信都、蓚、南宫、枣强、武邑、衡水、堂阳                                                                             |
| 河北路     | 瀛州     | 防御 | 河间       | 河间、束城、高阳、景城                     | 上                                               | |
| 河北路     | 博州     | 防御 | 博平       | 聊城、堂邑、高唐、博平                     | 上                                               | |
| 河北路     | 棣州     | 防御 | 乐安       | 厌次、商海、阳信                           | 上                                               | |
| 河北路     | 莫州     | 防御 | 文安       | 莫、任丘、长丰                             | 上                                               | |
| 河北路     | 雄州     | 防御 | 易阳       | 中                                         | 归信、荣城                                       | |
| 河北路     | 霸州     | 防御 | 永清       | 中                                         | 永清、文安、大城                                 | |
| 河北路     | 德州     | 刺史 |            | 平原                                       | 上                                               | 安德、平原、德平、将陵、安陵                                                                                       |
| 河北路     | 滨州     | 刺史 | 渤海       | 渤海、蒲台                                 | 上                                               | |
| 河北路     | 贝州     | 节度 | 永清军     | 清河                                       | 望                                               | 清河、清阳、武城、漳南、历亭                                                                                       |
| 河北路     | 定远军   | |            |                                            | 同下                                             | 东光、阜城 |
| 河北路     | 乾宁军   | 乾宁、钓台寨、浊流北寨、独流动寨、当城寨、杀涡寨、百万寨                                                     |            |                                            | 同下                                             | |
| 河北路     | 破虏军   | 周河寨、刀鱼寨、田家寨、狼城寨、佛圣涡寨、李详寨                                                             |            |                                            | 同下                                             | |
| 河北路     | 平戎军   | 桃花寨、父母寨                                                                                               |            |                                            | 同下                                             | |
| 河北路     | 德清军   | |            |                                            | 同下                                             | |
| 河北路     | 保顺军   | |            |                                            | 同下                                             | |
| 河北路     | 真定府   | 节度 | 成德军     | 常山                                       | 次府                                             | 真定、藁城、获鹿、井陉、平山、灵寿、行唐、元氏、栾城                                                               |
| 河北路     | 相州     | 节度 | 彰德军     | 邺                                         | 望                                               | 安阳、永定、汤阴、临漳、邺、林虑                                                                                   |
| 河北路     | 定州     | 节度 | 定武军     | 博陵                                       | 上                                               | 安喜、陉邑、蒲阴、曲阳、唐、望都、新乐、博野、北平、军城寨                                                         |
| 河北路     | 邢州     | 节度 | 安国军     | 钜鹿                                       | 上                                               | 龙岗、沙河、任、尧山、南和、巨鹿、平乡、内丘                                                                       |
| 河北路     | 通利军   | |            |                                            | 同下                                             | 黎阳 |
| 河北路     | 怀州     | 防御 |            | 河内                                       | 雄                                               | 河内、武德、修武、武陟、获嘉                                                                                       |
| 河北路     | 卫州     | 防御 | 汲         | 望                                         | 汲、新乡、卫、共城                               | |
| 河北路     | 洺州     | 防御 | 广平       | 望                                         | 永年、平恩、鸡泽、曲周、临洺、肥乡               | |
| 河北路     | 深州     | 防御 | 饶阳       | 望                                         | 静安、饶阳、安平、武强、束鹿                     | |
| 河北路     | 慈州     | 团练 |            | 滏阳                                       | 上                                               | 滏阳、武安、邯郸、昭德                                                                                             |
| 河北路     | 祁州     | 团练 | 蒲阴       | 中                                         | 鼓城、无极、深泽                                 | |
| 河北路     | 赵州     | 刺史 |            | 赵                                         | 望                                               | 平棘、宁晋、高邑、柏乡、临城、赞皇、隆平                                                                           |
| 河北路     | 保州     | 刺史 | 清苑       | 下                                         | 保塞                                             | |
| 河北路     | 静戎军   | |            |                                            | 同下                                             | 静戎 |
| 河北路     | 宁边军   | 博野 |            |                                            | 同下                                             | |
| 河北路     | 威虏军   | 遂城 |            |                                            | 同下                                             | |
| 河北路     | 顺安军   | 高阳 |            |                                            | 同下                                             | |
| 河北路     | 平塞军   | 平塞 |            |                                            | 同下                                             | |
| 河北路     | 天威军   | |            |                                            | 同下                                             | |
| 河东路     | 并州     | 刺史 |            | 太原                                       | 紧                                               | 榆次、平晋、阳曲、文水、祁、太谷、清源、寿阳、盂                                                                   |
| 河东路     | 大通监   | |            |                                            | 同下                                             | 交城、绵上 |
| 河东路     | 潞州     | 节度 | 昭德军     | 上党                                       | 大都督府                                         | 上党、长子、潞城、屯留、壶关、襄恒、黎城、涉                                                                       |
| 河东路     | 晋州     | 节度 | 建雄军     | 平阳                                       | 望                                               | 临汾、洪洞、襄陵、神山、襄邑、赵城、汾西、冀氏、岳阳、和川                                                         |
| 河东路     | 绛州     | 防御 |            | 绛                                         | 雄                                               | 正平、曲沃、太平、冀城、稷山、绛、恒曲                                                                             |
| 河东路     | 泽州     | 刺史 |            | 高平                                       | 上                                               | 晋城、高平、阳城、端氏、陵川、沁水                                                                                 |
| 河东路     | 代州     | 防御 |            | 雁门                                       | 上                                               | 雁门、五台、崞、繁畤、唐林                                                                                         |
| 河东路     | 忻州     | 团练 |            | 定襄                                       | 下                                               | 秀容、定襄 |
| 河东路     | 汾州     | 刺史 |            | 西河                                       | 下                                               | 西河、孝义、平遥、介休、灵石                                                                                       |
| 河东路     | 辽州     | 刺史 | 乐平       | 辽山、合顺、榆社、平城                     | 下                                               | |
| 河东路     | 宪州     | 刺史 | 汾源       | 中                                         | 楼烦、玄池、天池                                 | |
| 河东路     | 岚州     | 刺史 | 楼烦       | 下                                         | 宜芳、静乐、合河                                 | |
| 河东路     | 石州     | 刺史 | 昌化       | 下                                         | 离石、临泉、平夷、方山、定胡                     | |
| 河东路     | 隰州     | 团练 |            | 下                                         | 大宁                                             | 隰川、蒲、温泉、永和、石楼、大宁                                                                                   |
| 河东路     | 慈州     | 团练 | 文城       | 下                                         | 吉乡、文城、乡宁                                 | |
| 河东路     | 麟州     | 节度 | 镇西军     | 下                                         | 新秦                                             | 新秦、连谷、银城                                                                                                   |
| 河东路     | 府州     | 节度 | 永安军     | 荣河                                       | 中                                               | 府谷 |
| 河东路     | 丰州     | 刺史 |            | 宁丰                                       | 下                                               | 永安、来远、保宁                                                                                                   |
| 河东路     | 威胜军   | |            |                                            | 同下                                             | 铜鞮、武乡、沁源                                                                                                   |
| 河东路     | 平定军   | 平乐、乐平                                                                                                   |            |                                            | 同下                                             | |
| 河东路     | 岢岚军   | 岚谷 |            |                                            | 同下                                             | |
| 河东路     | 宁化军   | 宁化 |            |                                            | 同下                                             | |
| 河东路     | 火山军   | 雄勇寨、偏头寨、董家寨、横谷寨、桔槔寨、护水寨                                                               |            |                                            | 同下                                             | |
| 河东路     | 定羌军   | |            |                                            | 同下                                             | |
| 陕西路     | 京兆府   | 节度 | 永兴军     | 京兆                                       | 次府                                             | 长安、万年、鄠、蓝田、咸阳、醴泉、泾阳、栎阳、高陵、兴平、昭应、武功、乾祐                                         |
| 陕西路     | 河中府   | 节度 | 护国军     | 河东                                       | 次府                                             | 河东、河西、虞乡、临晋、宝鼎、猗氏、永乐、龙门、万泉                                                               |
| 陕西路     | 解州     | 防御 |            |                                            | 中                                               | 解、安邑、闻喜 |
| 陕西路     | 陕州     | 节度 | 保平军     | 陕                                         | 大都督府                                         | 陕、芮城、平陆、灵宝、硖石、夏、阌乡、湖城                                                                         |
| 陕西路     | 商州     | 刺史 |            | 上洛                                       | 望                                               | 上洛、上津、丰阳、商洛、洛南                                                                                       |
| 陕西路     | 虢州     | 刺史 |            | 虢                                         | 雄                                               | 恒农、卢氏、玉城、朱阳                                                                                             |
| 陕西路     | 同州     | 节度 | 定国军     | 冯翊                                       | 望                                               | 冯翊、郃阳、澄城、白水、夏阳、韩城、朝邑、蒲城、沙苑监                                                             |
| 陕西路     | 华州     | 节度 | 镇国军     | 华阴                                       | 望                                               | 郑、下邽、华阴、渭南                                                                                               |
| 陕西路     | 耀州     | 节度 | 感德军     | 华原                                       | 紧                                               | 华原、富平、三原、云阳、同官、美原、淳化                                                                           |
| 陕西路     | 延州     | 节度 | 彰武军     | 延安                                       | 中都督府                                         | 肤施、延长、延水、门山、临真、敷政、丰林、甘泉、金明、延川                                                         |
| 陕西路     | 鄜州     | 节度 | 保大军     | 洛交                                       | 上                                               | 洛交、洛川、三川、直罗、鄜城                                                                                       |
| 陕西路     | 丹州     | 刺史 |            | 咸宁                                       | 上                                               | 宜川、云岩、汾川                                                                                                   |
| 陕西路     | 坊州     | 刺史 | 中部       | 中部、宜君、升平                           | 上                                               | |
| 陕西路     | 灵州     | 节度 | 朔方军     | 灵武                                       | 大都督府                                         | 回乐 |
| 陕西路     | 保安军   | |            |                                            | 同下                                             | |
| 陕西路     | 庆州     | 刺史 |            | 安化                                       | 中                                               | 安化、华池、乐蟠                                                                                                   |
| 陕西路     | 环州     | 刺史 |            | 下                                         | 通远                                             | |
| 陕西路     | 邠州     | 节度 | 静难军     | 新平                                       | 紧                                               | 新平、三水、宜禄、定平                                                                                             |
| 陕西路     | 宁州     | 节度 | 兴宁军     | 彭原                                       | 望                                               | 定安、彭原、真宁、襄乐                                                                                             |
| 陕西路     | 乾州     | 刺史 |            |                                            | 中                                               | 奉天、好畤、永寿                                                                                                   |
| 陕西路     | 清远军   | |            |                                            | 同下                                             | |
| 陕西路     | 威远军   | |            |                                            | 同下                                             | |
| 陕西路     | 威塞军   | |            |                                            | 同下                                             | |
| 陕西路     | 秦州     | 节度 | 雄武军     | 天水                                       | 下府                                             | 成纪、陇城、清水、天水、长道、大谭、伏羌寨、定西寨、三阳寨、永宁寨、𢇲镶寨、弓门寨、静戎寨、治方寨、临江寨、太平监 |
| 陕西路     | 凤翔府   | 节度 | 凤翔军     | 扶风                                       | 次府                                             | 天兴、扶风、郿、岐山、宝鸡、麟游、普润、虢、盩厔、司竹监                                                           |
| 陕西路     | 陇州     | 防御 |            | 汧阳                                       | 上                                               | 汧源、汧阳、吴山、陇安                                                                                             |
| 陕西路     | 成州     | 团练 |            | 同谷                                       | 中下                                             | 同谷、栗亭 |
| 陕西路     | 凤州     | 团练 | 河池       | 下                                         | 梁泉、两当、河池、开宝监                         | |
| 陕西路     | 阶州     | 刺史 |            | 武都                                       | 中下                                             | 福津、将利 |
| 陕西路     | 渭州     | 刺史 | 陇西       | 下                                         | 平凉、潘原                                       | |
| 陕西路     | 仪州     | 刺史 |            | 下                                         | 华亭、安化、崇信                                 | |
| 陕西路     | 泾州     | 节度 | 彰化军     | 安定                                       | 上                                               | 保定、灵台、良原                                                                                                   |
| 陕西路     | 原州     | 刺史 |            | 平凉                                       | 望                                               | 临泾、彭阳、西壕寨、开边寨                                                                                         |
| 陕西路     | 镇戎军   | |            |                                            | 同下                                             | 东山寨、开远堡 |
| 陕西路     | 凉州     | 节度 | 河西       | 武威                                       | 中都督府                                         | |
| 西川路     | 益州     | |            | 蜀                                         |                                                  | 成都、华阳、郫、新都、温江、新繁、双流、犀浦、广都、灵池                                                           |
| 西川路     | 眉州     | 防御 |            | 通义                                       | 上                                               | 眉山、彭山、丹稜、青神                                                                                             |
| 西川路     | 蜀州     | 刺史 |            | 唐安                                       | 紧                                               | 晋原、江源、新津、永康                                                                                             |
| 西川路     | 彭州     | 刺史 | 濛阳       | 九陇、永昌、濛阳                           | 紧                                               | |
| 西川路     | 绵州     | 刺史 | 巴西       | 上                                         | 巴西、彰明、魏城、罗江、神泉、龙安、盐泉、西昌   | |
| 西川路     | 汉州     | 刺史 | 德阳       | 上                                         | 雒、什邡、绵竹、德阳                             | |
| 西川路     | 嘉州     | 刺史 | 犍为       | 上                                         | 龙游、夹江、犍为、平羌、峨眉、洪雅               | |
| 西川路     | 邛州     | 刺史 | 临邛       | 上                                         | 临邛、大邑、火井、蒲江、依政、安仁、临溪         | |
| 西川路     | 简州     | 刺史 | 阳安       | 下                                         | 阳安、平泉                                       | |
| 西川路     | 黎州     | 刺史 | 汉源       | 上                                         | 汉源、通望                                       | |
| 西川路     | 雅州     | 刺史 | 卢山       | 上                                         | 严道、卢山、名山、百丈、荣经                     | |
| 西川路     | 茂州     | 刺史 | 通化       | 上                                         | 汶山、汶川、石泉                                 | |
| 西川路     | 维州     | 刺史 | 维川       | 下                                         | 保宁、通化                                       | |
| 西川路     | 陵州     | 团练 |            | 中                                         | 仁寿、贵平、井研、始建、籍、陵井监               | |
| 西川路     | 永康军   | |            |                                            | 同下                                             | 导江、青城 |
| 西川路     | 兴元府   | 节度 | 山南西道   | 汉中                                       | 次府                                             | 南郑、城固、褒城、西                                                                                               |
| 西川路     | 利州     | 节度 | 昭武军     | 益川                                       | 都督府                                           | 绵谷、葭萌、平蜀、昭化                                                                                             |
| 西川路     | 洋州     | 节度 | 武定军     | 洋川                                       | 望                                               | 兴道、西乡、真符                                                                                                   |
| 西川路     | 阆州     | 节度 | 安德军     | 阆中                                       | 上                                               | 阆中、新井、普安、新政、苍溪、西水、奉国、南部、歧坪                                                               |
| 西川路     | 剑州     | 刺史 |            | 普安                                       | 上                                               | 普安、武连、阴平、剑门、梓潼、临津、普成                                                                           |
| 西川路     | 巴州     | 刺史 | 清化       | 中                                         | 化城、恩阳、曾口、其章、清化、七盘               | |
| 西川路     | 壁州     | 刺史 | 始宁       | 下                                         | 通江、白石、符阳                                 | |
| 西川路     | 集州     | 刺史 | 符阳       | 下                                         | 难江、嘉川                                       | |
| 西川路     | 文州     | 刺史 | 阴平       | 中下                                       | 曲水                                             | |
| 西川路     | 兴州     | 刺史 | 顺政       | 下                                         | 顺政、长举                                       | |
| 西川路     | 蓬州     | 刺史 | 咸安       | 下                                         | 蓬池、良山、仪陇、伏虞、蓬山、朗池               | |
| 西川路     | 龙州     | 刺史 | 江油       | 下                                         | 江油、清川                                       | |
| 西川路     | 三泉县   | 三泉县 | 三泉县     | 三泉县                                     | 三泉县                                           | 金牛镇、青乌镇 |
| 峡路       | 梓州     | 节度 | 剑南东川   | 梓潼                                       | 紧                                               | 郪、玄武、涪城、射洪、通泉、盐亭、铜山、飞乌、永泰、东关                                                           |
| 峡路       | 遂州     | 节度 | 武信军     | 遂宁                                       | 都督府                                           | 小溪、长江、蓬溪、青石、遂宁                                                                                       |
| 峡路       | 果州     | 团练 |            | 南充                                       | 中                                               | 南充、西充、相如、流溪                                                                                             |
| 峡路       | 资州     | 刺史 |            | 资阳                                       | 上                                               | 盘石、资阳、内江、龙水                                                                                             |
| 峡路       | 普州     | 刺史 | 安岳       | 安岳、安居、乐至                           | 上                                               | |
| 峡路       | 昌州     | 刺史 | 昌元       | 大足、昌元、永川                           | 上                                               | |
| 峡路       | 戎州     | 刺史 | 南溪       | 僰道、宜宾、南溪                           | 上                                               | |
| 峡路       | 泸州     | 刺史 | 泸川       | 泸川、合江、江安、淯井监、南井监           | 上                                               | |
| 峡路       | 合州     | 刺史 | 巴川       | 中                                         | 石照、汉初、赤水、铜梁、巴川                     | |
| 峡路       | 荣州     | 刺史 | 和义       | 下                                         | 旭川、威远、应灵、资官、公井                     | |
| 峡路       | 渠州     | 刺史 | 邻山       | 下                                         | 流江、邻山、领水、大竹                           | |
| 峡路       | 怀安军   | |            |                                            | 同下                                             | 金水、金堂 |
| 峡路       | 广安军   | 渠江、新明、岳池                                                                                             |            |                                            | 同下                                             | |
| 峡路       | 富顺监   | 战井镇、㱔井镇、方滩镇、罗井镇、新栅镇、真溪镇、临江镇、邓井镇、鼓井镇、赖井镇、茆头镇、赖易镇、高市镇、盐井 |            |                                            | 同下                                             | |
| 峡路       | 夔州     | 节度 | 宁江军     | 云安                                       | 都督府                                           | 奉节、巫山 |
| 峡路       | 黔州     | 节度 | 武泰军     | 黔中                                       | 下                                               | 彭水、黔江、洪杜、洋水、信宁、都濡                                                                                 |
| 峡路       | 施州     | 刺史 |            | 清江                                       | 下                                               | 清江、建始 |
| 峡路       | 忠州     | 刺史 | 南宾       | 临江、丰都、垫江、南宾、桂溪、南宾尉司     | 下                                               | |
| 峡路       | 万州     | 刺史 | 南浦       | 南浦、武宁                                 | 下                                               | |
| 峡路       | 开州     | 刺史 | 盛山       | 开江、万岁、新浦                           | 下                                               | |
| 峡路       | 达州     | 刺史 | 通川       | 上                                         | 通川、永穆、石鼓、新宁、巴渠、三冈、东乡、明通院 | |
| 峡路       | 涪州     | 刺史 | 涪陵       | 下                                         | 涪陵、宾化、武龙、乐温、温山                     | |
| 峡路       | 渝州     | 刺史 | 巴         | 下                                         | 巴、江津、璧山                                   | |
| 峡路       | 云安军   | |            |                                            | 同下                                             | 云安、云安监 |
| 峡路       | 梁山军   | 梁山 |            |                                            | 同下                                             | |
| 峡路       | 大宁监   | 大昌 |            |                                            | 同下                                             | |
| 两浙路     | 杭州     | 节度 | 宁海军     | 余杭                                       | 大都督府                                         | 钱塘、仁和、於潜、余杭、富阳、盐官、昌化、新城、临安、南新                                                         |
| 两浙路     | 越州     | 节度 | 镇东军     | 会稽                                       | 大都督府                                         | 山阴、会稽、剡、诸暨、余姚、上虞、萧山、新昌                                                                       |
| 两浙路     | 苏州     | 节度 | 平江军     | 吴                                         | 望                                               | 吴、长洲、昆山、常熟、吴江                                                                                         |
| 两浙路     | 润州     | 节度 | 镇江军     | 丹杨                                       | 望                                               | 丹徒、延陵、丹阳、金坛                                                                                             |
| 两浙路     | 湖州     | 节度 | 宣德军     | 吴兴                                       | 上                                               | 乌程、归安、安吉、长兴、德清、武康                                                                                 |
| 两浙路     | 婺州     | 节度 | 保宁军     | 东阳                                       | 上                                               | 金华、东阳、义乌、兰溪、永康、武义、浦江                                                                           |
| 两浙路     | 明州     | 节度 | 奉国军     | 奉化                                       | 上                                               | 鄞、奉化、慈溪、象山、定海                                                                                         |
| 两浙路     | 常州     | 刺史 |            | 毗陵                                       | 望                                               | 晋陵、武进、无锡、宜兴                                                                                             |
| 两浙路     | 江阴军   | |            |                                            | 同下                                             | 江阴 |
| 两浙路     | 温州     | 刺史 |            | 永嘉                                       | 上                                               | 永嘉、瑞安、乐清、平阳                                                                                             |
| 两浙路     | 台州     | 刺史 | 临海       | 临海、黄岩、天台、永安、宁海               | 上                                               | |
| 两浙路     | 處州     | 刺史 | 缙云       | 丽水、白龙、缙云、遂昌、青田、龙泉         | 上                                               | |
| 两浙路     | 衢州     | 刺史 | 信安       | 西安、江山、龙游、常山、开化               | 上                                               | |
| 两浙路     | 睦州     | 刺史 | 新定       | 建德、寿昌、遂安、分水、青溪、桐庐         | 上                                               | |
| 两浙路     | 秀州     | 刺史 | 嘉禾       | 嘉兴、海盐、华亭、崇德                     | 上                                               | |
| 淮南路     | 扬州     | 节度 | 淮南       | 广陵                                       | 大都督府                                         | 江都、广陵、天长                                                                                                   |
| 淮南路     | 亳州     | 防御 |            | 譙                                         | 望                                               | 譙、城父、蒙城、酂、鹿邑、永城、真源                                                                               |
| 淮南路     | 宿州     | 节度 | 保静军     | 符离                                       | 上                                               | 符离、虹、蕲、临渙                                                                                                 |
| 淮南路     | 楚州     | 团练 |            | 山阳                                       | 紧                                               | 山阳、淮阴、宝应、盐城                                                                                             |
| 淮南路     | 海州     | 团练 | 东海       | 上                                         | 朐山、怀仁、沭阳、东海                           | |
| 淮南路     | 泰州     | 刺史 |            | 海陵                                       | 上                                               | 海陵、兴化、泰兴、如皋                                                                                             |
| 淮南路     | 泗州     | 刺史 | 临淮       | 盱眙、临淮、招信                           | 上                                               | |
| 淮南路     | 滁州     | 刺史 | 永阳       | 清流、全椒、来安                           | 上                                               | |
| 淮南路     | 通州     | 刺史 |            | 中                                         | 静海、海门、利丰监                               | |
| 淮南路     | 建安军   | |            |                                            | 同下                                             | 永贞、六合 |
| 淮南路     | 高邮军   | 高邮 |            |                                            | 同下                                             | |
| 淮南路     | 涟水军   | 涟水 |            |                                            | 同下                                             | |
| 淮南路     | 寿州     | 节度 | 忠正军     | 寿春                                       | 紧                                               | 下蔡、寿春、安丰、霍丘、六安                                                                                       |
| 淮南路     | 庐州     | 节度 | 保信军     | 庐江                                       | 上                                               | 合肥、慎、舒城 |
| 淮南路     | 蕲州     | 防御 |            | 蕲春                                       | 望                                               | 蕲春、黄梅、广济、蕲水                                                                                             |
| 淮南路     | 和州     | 防御 | 历阳       | 上                                         | 历阳、乌江、含山                                 | |
| 淮南路     | 舒州     | 团练 |            | 同安                                       | 上                                               | 怀宁、桐城、望江、宿松、太湖                                                                                       |
| 淮南路     | 濠州     | 团练 | 钟离       | 钟离、定远                                 | 上                                               | |
| 淮南路     | 光州     | 刺史 |            | 弋阳                                       | 上                                               | 定城、光山、仙居、固始                                                                                             |
| 淮南路     | 黄州     | 刺史 | 齐安       | 下                                         | 黄冈、麻城、黄陂                                 | |
| 淮南路     | 无为军   | |            |                                            | 同下                                             | 巢、庐江 |
| 江南路     | 昇州     | |            | 江宁                                       | 上                                               | 江宁、上元、溧水、溧阳、句容                                                                                       |
| 江南路     | 宣州     | 节度 | 宁国军     | 宣城                                       | 望                                               | 宣城、泾、南陵、宁国、旌德、太平                                                                                   |
| 江南路     | 歙州     | 刺史 |            | 新安                                       | 上                                               | 歙、休宁、绩溪、黟、祁门、婺源                                                                                     |
| 江南路     | 江州     | 刺史 | 寻阳       | 德化、彭泽、德安、瑞昌、湖口               | 上                                               | |
| 江南路     | 池州     | 刺史 | 池阳       | 贵池、建德、石埭、青阳、铜陵、东流、永丰监 | 上                                               | |
| 江南路     | 饶州     | 刺史 | 鄱阳       | 鄱阳、余干、浮梁、乐平、德兴、安仁、永平监 | 上                                               | |
| 江南路     | 信州     | 刺史 | 上饶       | 上饶、弋阳、玉山、贵溪、铅山、宝丰         | 上                                               | |
| 江南路     | 太平州   | 刺史 |            | 当涂、芜湖、繁昌                           | 上                                               | |
| 江南路     | 南康军   | |            |                                            | 同下                                             | 星子、建昌、都昌                                                                                                   |
| 江南路     | 广德军   | 广德、建平                                                                                                   |            |                                            | 同下                                             | |
| 江南路     | 洪州     | 节度 | 镇南军     | 豫章                                       | 都督府                                           | 南昌、新建、丰城、分宁、靖安、奉新、武宁                                                                           |
| 江南路     | 虔州     | 节度 | 昭信军     | 南康                                       | 上                                               | 赣、安远、雩都、虔化、信丰、瑞金、石城、兴国、会昌、龙南                                                           |
| 江南路     | 吉州     | 刺史 |            | 庐陵                                       | 上                                               | 庐陵、吉水、太和、安福、永新、龙泉                                                                                 |
| 江南路     | 袁州     | 刺史 | 宜春       | 宜春、萍乡、分宜、万载                     | 上                                               | |
| 江南路     | 抚州     | 刺史 | 临川       | 临川、崇仁、宜黄、金溪                     | 上                                               | |
| 江南路     | 筠州     | 刺史 |            | 高安、上高、新安                           | 上                                               | |
| 江南路     | 兴国军   | |            |                                            | 同下                                             | 永兴、大冶、通山                                                                                                   |
| 江南路     | 南安军   | 大庾、南康、上犹                                                                                             |            |                                            | 同下                                             | |
| 江南路     | 临江军   | 清江、新淦、新喻                                                                                             |            |                                            | 同下                                             | |
| 江南路     | 建昌军   | 南城、南丰                                                                                                   |            |                                            | 同下                                             | |
| 福建路     | 福州     | 节度 | 威武军     | 长乐                                       | 大都督府                                         | 闽、侯官、福清、连江、永泰、长溪、长乐、古田、永贞、闽清、宁德、怀安                                               |
| 福建路     | 建州     | 节度 | 建宁军     | 建安                                       | 上                                               | 建安、浦城、建阳、松溪、崇安                                                                                       |
| 福建路     | 泉州     | 节度 | 平海军     | 清源                                       | 上                                               | 晋江、南安、同安、永春、清溪、德化、长泰                                                                           |
| 福建路     | 南剑州   | 刺史 |            | 剑浦                                       | 上                                               | 剑浦、顺昌、沙、尤溪、将乐                                                                                         |
| 福建路     | 漳州     | 刺史 | 漳浦       | 下                                         | 龙溪、漳浦、龙岩、长泰                           | |
| 福建路     | 汀州     | 刺史 | 临汀       | 下                                         | 长汀、宁化、上杭、武平                           | |
| 福建路     | 邵武军   | |            |                                            | 同下                                             | 邵武、光泽、归化、建宁                                                                                             |
| 福建路     | 兴化军   | 莆田、仙游、兴化                                                                                             |            |                                            | 同下                                             | |
| 荆湖北路   | 江陵府   | 节度 | 荆南       | 江陵                                       | 次府                                             | 江陵、枝江、公安、松滋、石首、监利、潜江、建宁                                                                     |
| 荆湖北路   | 鄂州     | 节度 | 武昌军     | 江夏                                       | 紧                                               | 江夏、武昌、蒲圻、嘉鱼、崇阳、永安                                                                                 |
| 荆湖北路   | 安州     | 节度 | 安远军     | 安陆                                       | 中                                               | 安陆、孝感、云梦、应城、应山                                                                                       |
| 荆湖北路   | 復州     | 防御 |            | 景陵                                       | 上                                               | 景陵、沔阳、玉沙                                                                                                   |
| 荆湖北路   | 朗州     | 团练 | 武陵       | 武陵、龙阳、桃源                           | 上                                               | |
| 荆湖北路   | 澧州     | 刺史 |            | 澧陽                                       | 上                                               | 澧阳、安乡、石门、慈利                                                                                             |
| 荆湖北路   | 峡州     | 刺史 | 夷陵       | 中                                         | 夷陵、宜都、长阳、远安                           | |
| 荆湖北路   | 岳州     | 刺史 | 巴陵       | 下                                         | 巴陵、华容、平江、沅江、临湘                     | |
| 荆湖北路   | 归州     | 刺史 | 巴东       | 上                                         | 秭归、巴东、兴山                                 | |
| 荆湖北路   | 辰州     | 刺史 | 卢溪       | 下                                         | 沅陵、卢溪、叙浦、麻阳、辰溪、招谕               | |
| 荆湖北路   | 荆门军   | |            |                                            | 同下                                             | 长林、当阳 |
| 荆湖北路   | 汉阳军   | 汉阳、汉川                                                                                                   |            |                                            | 同下                                             | |
| 荆湖南路   | 潭州     | 节度 | 武安军     | 长沙                                       | 上                                               | 长沙、湘潭、益阳、湘乡、醴陵、浏阳、攸、宁乡、衡山、湘阴                                                           |
| 荆湖南路   | 衡州     | 刺史 |            | 衡阳                                       | 上                                               | 衡阳、茶陵、耒阳、常宁、安仁                                                                                       |
| 荆湖南路   | 道州     | 刺史 | 江华       | 中                                         | 营道、永明、江华、宁远                           | |
| 荆湖南路   | 永州     | 刺史 | 零陵       | 中                                         | 零陵、祁阳、东安                                 | |
| 荆湖南路   | 郴州     | 刺史 | 桂阳       | 中                                         | 郴、蓝山、高亭、桂阳、宜章                       | |
| 荆湖南路   | 邵州     | 刺史 | 邵阳       | 中                                         | 邵阳、武冈                                       | |
| 荆湖南路   | 全州     | 刺史 |            | 下                                         | 清湘、灌阳                                       | |
| 荆湖南路   | 桂阳监   | |            |                                            | 同下                                             | |
| 广南东路   | 广州     | 节度 | 清海军     | 南海                                       | 中都督府                                         | 南海、信安、增城、怀集、清远、东莞、新会、四会                                                                     |
| 广南东路   | 韶州     | 刺史 |            | 始兴                                       | 中                                               | 曲江、乐昌、翁源                                                                                                   |
| 广南东路   | 循州     | 刺史 | 海豐       | 下                                         | 龙川、兴宁                                       | |
| 广南东路   | 潮州     | 刺史 | 潮阳       | 下                                         | 海阳、潮阳                                       | |
| 广南东路   | 连州     | 刺史 | 连山       | 下                                         | 桂阳、阳山、连山                                 | |
| 广南东路   | 梅州     | 刺史 | 义安       | 下                                         | 程乡                                             | |
| 广南东路   | 南雄州   | 刺史 | 保昌       | 下                                         | 浈昌、始兴                                       | |
| 广南东路   | 英州     | 刺史 | 真阳       | 下                                         | 浈阳、浛光                                       | |
| 广南东路   | 贺州     | 刺史 | 临贺       | 下                                         | 临贺、富川、桂岭                                 | |
| 广南东路   | 封州     | 刺史 | 临封       | 下                                         | 封川、开建                                       | |
| 广南东路   | 端州     | 刺史 | 高要       | 下                                         | 高要                                             | |
| 广南东路   | 新州     | 刺史 | 新兴       | 下                                         | 新兴                                             | |
| 广南东路   | 康州     | 刺史 | 晋康       | 下                                         | 端溪、泷水                                       | |
| 广南东路   | 恩州     | 刺史 | 恩平       | 下                                         | 阳江                                             | |
| 广南东路   | 春州     | |            | 下                                         | 南陵                                             | 阳春、铜陵 |
| 广南东路   | 浈州     | 刺史 |            | 下                                         |                                                  | 归善、博罗、海丰、河源                                                                                             |
| 广南西路   | 桂州     | 节度 | 静江军     | 始安                                       | 下都督府                                         | 临桂、灵川、兴安、阳朔、永福、修仁、理定、慕化、荔浦、永宁、义宁、古                                               |
| 广南西路   | 容州     | 节度 | 宁远军     | 普宁                                       | 下都督府                                         | 普宁、北流、陆林                                                                                                   |
| 广南西路   | 邕州     | 节度 | 建武军     | 永宁                                       | 下都督府                                         | 宣化、乐昌、武缘、如和                                                                                             |
| 广南西路   | 融州     | 刺史 |            | 融水                                       | 中                                               | 融水、武阳、罗城、沛溪场                                                                                           |
| 广南西路   | 象州     | | 象         | 下                                         | 阳寿、来宾、武仙                                 | |
| 广南西路   | 昭州     | 刺史 | 平乐       | 下                                         | 平乐、恭城、龙平                                 | |
| 广南西路   | 蒙州     | | 蒙山       | 下                                         | 立山、蒙山、东区                                 | |
| 广南西路   | 梧州     | 刺史 | 苍梧       | 下                                         | 苍梧、戎城                                       | |
| 广南西路   | 藤州     | 刺史 | 感义       | 下                                         | 镡津                                             | |
| 广南西路   | 南仪州   | | 连城       | 下                                         | 岑溪                                             | |
| 广南西路   | 龚州     | 刺史 |            | 下                                         | 临江                                             | 平南、武郎 |
| 广南西路   | 浔州     | 刺史 | 浔江       | 下                                         | 桂平                                             | |
| 广南西路   | 柳州     | 刺史 | 龙城       | 下                                         | 马平、龙城、象、洛容                             | |
| 广南西路   | 贵州     | 刺史 | 懷澤       | 下                                         | 郁林                                             | |
| 广南西路   | 宜州     | 刺史 | 龙水       | 下                                         | 龙水、天河、洛曹、富仁监、富安监、怀远军         | |
| 广南西路   | 賓州     | 刺史 | 安城       | 下                                         | 岭方、上林                                       | |
| 广南西路   | 横州     | 刺史 | 宁浦       | 下                                         | 宁浦、永定                                       | |
| 广南西路   | 化州     | 刺史 | 陵水       | 下                                         | 石龙、吴川                                       | |
| 广南西路   | 高州     | 刺史 | 高凉       | 下                                         | 电白、茂名                                       | |
| 广南西路   | 窦州     | |            | 下                                         | 怀德                                             | 信宜 |
| 广南西路   | 雷州     | 刺史 |            | 下                                         | 海康                                             | 海康 |
| 广南西路   | 钦州     | 刺史 | 宁越       | 下                                         | 灵山、保京                                       | |
| 广南西路   | 白州     | 刺史 | 南昌       | 下                                         | 博白                                             | |
| 广南西路   | 郁林州   | 刺史 | 郁林       | 下                                         | 南流、兴业                                       | |
| 广南西路   | 廉州     | 刺史 | 合浦       | 下                                         | 合浦、石康                                       | |
| 广南西路   | 琼州     | 刺史 | 琼山       | 下                                         | 琼山、临高、乐会、舍城、澄迈、文昌               | |
| 广南西路   | 儋州     | |            | 昌化                                       |                                                  | 宜伦、昌化、感恩                                                                                                   |
| 广南西路   | 万安州   | 万安 | 万宁、陵水 |                                            |                                                  | |
| 广南西路   | 崖州     | 延德 | 宁远、吉阳 |                                            |                                                  | |

| 路名                 | 屬府、（節鎮）、（郡名） | 屬州、（節鎮）、（郡名） | 屬軍                                           | 屬監 | 治所                                                                                     |
| -------------------- | --- | --- | ---------------------------------------------- | ---- | ---------------------------------------------------------------------------------------- |
| 東京開封府（首都）   | | |                                                |      |                                                                                          |
| 京東東路             | 濟南、（興德軍）、（濟南） | 青、（鎮海軍）、（北海）、 密、（安化軍）、（高密）、 沂（琅琊）、登（東牟）、萊（東萊）、淄（淄川）、濰 | 淮陽                                           |      | 青州、（轉運使司）、（提點刑獄使司）、（安撫使司）                                       |
| 京東西路             | 應天、（歸德軍）、（睢陽）、 襲慶、（泰寧軍）、（魯）、 興仁、（彰信軍）、↓、（興仁軍）、（濟陰）、 、東平、（天平軍）、（東平） | 徐、（武寧軍）、（彭城）、 拱、（保慶軍）、（襄邑）、濟（濟陽）、單（砀）、濮（濮陽） | 廣濟                                           |      | 東平府 、（轉運使司）、（安撫使司）、 、襲慶府 、 （提點刑獄使司）                       |
| 京西南路             | 襄陽、（山南東道）、（襄陽） | 鄧、（武勝軍）、（南陽）、隨、（崇信軍）、↓、（崇義軍）、（漢東）、 金、（昭化軍）、（安康）、 房、（保康軍）、（房陵）、 均、（武當軍）、（武當）、 郢（富水）、唐（淮安） | 光化                                           |      | 襄陽府、（轉運使司）、 、鄧州、（提點刑獄使司）、（安撫使司）                            |
| 京西北路             | 河南、（洛陽）、 、颍昌、（忠武軍）、（許昌）、 淮甯、（鎮安軍）、（淮陽）、 順昌、（順昌軍）、（汝陰）                          | 鄭、（奉寧軍）、（滎陽）、 滑、（武成軍）、（靈河）、 孟、（河陽三城）、（濟源）、 蔡、（淮康軍）、（汝南）、 汝、（陸海軍）、（臨汝） | 信陽                                           |      | 河南府 、（轉運使司）、（提點刑獄使司）、 、颍昌府 、（安撫使司）                        |
| 河北東路             | 北京大名府、（魏）、河間、（瀛海軍）、（河間）、 開德、（鎮寧軍）、（澶淵）                                                      | 滄、（橫海軍）、（景城）、冀、（安武軍）、（信都）、 博（博平）、棣（樂安） 莫（文安）、雄（易陽）、霸（永清） 德（平原）、濱（渤海）、恩（清河） | 德清、保順、永靜、信安、保定                   |      | 大名府、（轉運使司）、 、恩州 、 （提點刑獄使司）                                        |
| 河北西路             | 真定、（成德軍）、（常山）、中山、（定武軍）、（博陵）、 信德、（安國軍）、（鉅鹿）、慶源、（慶源軍）、（趙）                    | 相、（彰德軍）、（鄴）、 浚、（平川軍）、（黎陽）、 懷（河內）、衛（汲）、洺（廣平） 深（饒陽）、磁（滏陽）、祁（蒲陰）、保（清苑） | 天威、北平、安肅、永寧、廣信、順安             |      | 信德府 、 （提點刑獄使司） 、 中山府 、 （提舉常平廣惠倉司）                             |
| 河東路               | 太原、（河東）、（太原）、 隆德、（昭義軍）、（上黨）、 平陽、（建雄軍）、（平陽）                                               | 絳（絳）、澤（高平）、代（雁門） 忻（定襄）、汾（西河）、遼（樂平） 憲（汾源）、嵐（樓煩）、石（昌化） 隰（大寧）、慈（文城）、豐（寧豐） 、麟、（建寧軍）、↓、（鎮西軍）、（新秦）、 府、（永安軍）、↓、（靖康軍）、（榮河） | 慶祚、威勝、平定、岢嵐、寧化、火山、保德、晉寧 |      | 隆德府、（轉運使司）、太原府、（提點刑獄使司）、（提舉常平廣惠倉司）、 （經略安撫使司）  |
| 永興軍路             | 京兆、（永興軍）、（京兆）、 河中、（護國軍）、（河東）、延安、（彰武軍）、（延安）、慶陽、（慶陽軍）、（安化）                  | 陝、（保平軍）、（陝）、同、（定國軍）、（馮翊）、 華、（鎮國軍）、↓、（鎮潼軍）、（華陰）、 耀、（感義軍）、↓、（感德軍）、（華原）、 邠、（靜難軍）、（新平）、 鄜、（保大軍）、（洛交）、寧、（興寧軍）、（彭原）、 虢（虢）、商（上洛） 坊（中部）、丹（咸寧） 銀（銀川）、醴、環、解                                                                                               | 保安、定邊、綏德、清平、慶成                   |      | 京兆府、（轉運使司）、河中府、（提點刑獄使司）                                           |
| 秦凤路               | 鳳翔、（鳳翔軍）、（扶風） | 秦、（雄武軍）、（天水）、 熙、（武勝軍）、↓、（鎮洮軍）、（臨洮）、 渭、（平涼軍）、（隴西）、 樂、（向德軍） 、涇、（彰化軍）、（安定） 、西寧、（賓德軍）、（西平）、 成（同谷）、鳳（河池）、隴（汧陽） 階（武都）、原（平涼）、會（會寧） 河(安鄉)、蘭（金城） 廓、洮、鞏、西安 | 德順、鎮戎、積石、震武、懷德                   |      | 秦州、（轉運使司）、鳳翔府、（提點刑獄使司）                                             |
| 兩浙路               | 平江、（平江軍）、（吳）、鎮江、（鎮江軍）、（丹陽）                                                                             | 杭、（寧海軍）、（余杭）、 越、（鎮東軍）、（會稽）、 湖、（昭慶軍）、（吳興）、 婺、（保寧軍）、（東陽）、 明、（奉國軍）、（奉化）、 溫、（應道軍）、（永嘉）、 嚴、（建德軍）、↓、（遂安軍）、（新定）、 台（臨海）、處（縉雲）、衢（信安）、秀（嘉禾）、常（毗陵） |                                                |      | 杭州 、 （轉運使司）、（提舉常平廣惠倉司）、（兵馬鈐轄司）、 越州 、 （提點刑獄使司）    |
| 淮南東路             | | 揚、（淮南）、（廣陵）、 亳、（集慶軍）、（譙）、 宿、（保靜軍）、（符離）、 楚（山陽）、海（東海）、泰（海陵）、泗（臨淮） 滁（永陽）、真（儀真）、通（靜海） |                                                |      | 楚州 、 （轉運使司）、揚州 、 （提點刑獄使司） 、（兵馬鈐轄司）、 （提舉常平廣惠倉司）   |
| 淮南西路             | 壽春、（忠正軍）、（壽春） | 廬、（保信軍）、（廬江） 、舒、（德慶軍）、（同安） 、光、（光山軍）、（弋陽）、 蕲（蘄春）、和（曆陽）、濠（鍾離）、黃（齊安） | 六安、無為                                     |      | 壽春府、（提點刑獄使司）、廬州、（轉運使司）、（提舉常平廣惠倉司）、（兵馬鈐轄司）       |
| 江南東路             | 江寧、（建康軍）、（江寧） | 宣、（寧國軍）、（宣城） 、徽（新安）、池（池陽）、饒（鄱陽）、信（上饒）、江（潯陽）、太平 | 廣德、南康                                     |      | 江寧府、（轉運使司）、（兵馬鈐轄司）、饒州、（提點刑獄使司）、池州、（提舉常平廣惠倉司） |
| 江南西路             | | 洪、（鎮南軍）、（豫章） 、虔、（昭信軍） （南康）、吉（廬陵）、袁（宜春）、撫（臨川）、筠（高安） | 興國、南安、臨江、建昌                         |      | 洪州、（轉運使司）、（兵馬鈐轄司）、虔州、（提點刑獄使司）、袁州、（提舉常平廣惠倉司）   |
| 荊湖北路             | 江陵、（荊南）、（江陵）、 德安、（安遠軍）、（安陸）                                                                            | 鄂、（武清軍）、↓、（武昌軍）、（江夏）、 鼎、（常德軍）、（武陵）、 岳、（岳陽軍）、（巴陵）、 複（景陵）、澧（澧陽）、峽（夷陵）、歸（巴東） 辰（盧溪）、沅（潭陽）、誠 | 荊門、漢陽                                     |      | 江陵府、（轉運使司）、（兵馬鈐轄司）、（提舉常平廣惠倉司）、鼎州、（提點刑獄使司）       |
| 荊湖南路             | | 潭、（武安軍）、（長沙）、衡（衡陽）、道（江華）、永（零陵）、邵（邵陽）、郴（桂陽）、全 | 武岡                                           | 桂陽 | 潭州、（轉運使司）、（提舉常平廣惠倉司）、（兵馬鈐轄司）、衡州、（提點刑獄使司）         |
| 福建路               | | 福、（威武軍）、（長樂）、 建、（建寧軍）、（建安）、 泉、（平海軍）、（清源）、 南劍（劍浦）、漳（漳浦）、汀（臨汀） | 邵武、興化                                     |      | 福州、（提點刑獄使司）、（兵馬鈐轄司）、建州、（轉運使司）、（提舉常平廣惠倉司）         |
| 成都府路             | 成都、（劍南西川）、（蜀） | 邛（臨邛）、眉（通義）、蜀（唐安）、彭（濛陽）、綿（巴西）、漢（德陽）、嘉（犍為）、簡（陽安）、黎（漢源）、雅（盧山）、茂（通化）、威（維川） | 永康、石泉                                     | 仙井 | 成都府、（轉運使司）、（兵馬鈐轄司）、嘉州、（提點刑獄使司）                             |
| 梓州路、（潼川府路） | 潼川 （劍南東川）、（梓潼）、 遂寧、（武信軍）、（遂甯）                                                                         | 瀘、（瀘川軍）、（瀘川）、 果（南充）、資（資陽）、普（安嶽） 昌（昌元）、敘（南溪）、合（巴川）、榮（和義）、渠（鄰山） | 長寧 懷安 廣安                                 | 富順 | 遂寧府、（轉運使司）、潼川府、（提點刑獄使司）、（提舉常平廣惠倉司）                     |
| 利州路               | 興元、（山南西道）、（漢中） | 利、（昭武軍）、↓、（寧武軍）、（益川）、 洋、（武定軍）、↓、（武康軍）、（洋川）、 閬、（安德軍）、（閬中）、 劍（普安）、巴（清化）、文（陰平） 興（順政）、蓬（咸安）、龍（江油） |                                                |      | 利州、（轉運使司）、興元府、（提點刑獄使司）                                             |
| 夔州路               | | 夔、（寧江軍）、（雲安）、 黔、（武泰軍）、（黔中）、 施（清江）、忠（南賓）、萬（南浦）、達（通川） 涪（涪陵）、恭（巴）、開（盛山） | 雲安 梁山 南平                                 | 大寧 | 夔州、（轉運使司）、恭州、（提點刑獄使司）                                               |
| 廣南東路             | 肇慶、（興慶軍）、↓、（肇慶軍）、（高要）                                                                                        | 廣、（清海軍）、（南海）、 韶（始興）、循（海豐）、潮（潮陽）、連（連山） 梅（義安）、南雄（保昌）、英（真陽）、賀（臨賀） 封（臨封）、新（新興）、康（晉康） 南恩（恩平）、惠（博羅） |                                                |      | 廣州、（轉運使司）、（經略安撫使司）、英州、（提點刑獄使司）、惠州、（提舉常平廣惠倉司） |
| 廣南西路             | | 桂、（靜江軍）、（始前） 、容、（寧遠軍）、（普甯）、 邕、（建武軍）、（永寧）、 宜、（慶遠軍）、（龍水）、 瓊、（靖海軍）、（瓊山）、 融、（清遠軍）、（融水）、象（象）、昭（平樂）、梧（蒼梧） 藤（感義）、龔（臨江）、潯（潯江）、柳（龍城） 貴（懷澤）、賓（安城）、橫（寧浦）、化（陵水） 高（高涼）、雷（海康）、欽（寧越）、白（南昌） 郁林（郁林）、廉（合浦）、平（懷遠）、觀 | 昌化 萬安 朱崖                                 |      | 桂州、（轉運使司）、（提點刑獄使司）、（提舉常平廣惠倉司）、（經略安撫使司）             |
| 大名府路             | 大名、開德 | 懷、衛、德、博、濱、棣 | 通利、保順                                     |      | 大名府、（安撫使司）                                                                     |
| 高陽關路             | 河間 | 莫、雄、貝、冀、滄 | 永靜、保定、乾甯、信安                         |      | 河間府、（安撫使司）                                                                     |
| 真定府路             | 真定、信德、慶源 | 磁、相、洺 |                                                |      | 真定府、（安撫使司）                                                                     |
| 定州路               | 中山 | 保、深、祁 | 廣興、安肅、順安、永寧                         |      | 中山府、（安撫使司）                                                                     |
| 鄜延路               | 延安 | 鄜、丹、坊 | 保安、綏德                                     |      | 延安府、（經略安撫使司）                                                                 |
| 環慶路               | 慶陽 | 環、邠、寧、醴 | 定邊                                           |      | 慶陽府、（經略安撫使司）                                                                 |
| 涇原路               | | 涇、原、渭、 西安、會 | 德順、鎮戎、懷德                               |      | 渭州、（經略安撫使司）                                                                   |
| 熙河路               | | 熙、河、洮、岷、蘭、鞏、廓、樂、西寧 | 震武、積石                                     |      | 熙州、（經略安撫使司）                                                                   |
| 秦鳳路               | 鳳翔 | 秦、隴、階、成、鳳 |                                                |      | 秦州、（經略安撫使司）                                                                   |
| 永興軍路             | 京兆、河中 | 解、陕、商、虢、同、華、耀 | 清平                                           |      | 京兆府、（安撫使司）                                                                     |
| 燕山府路             | 燕山、（盧龍軍）、↓、（永清軍）、（范陽）                                                                                        | 平、（撫寧軍）、（漁陽）、 涿、（威行軍）、（涿水）、檀、（鎮遠軍）、（橫山）、易（遂武）、营（平盧） 顺（順興）、蓟（廣川）、景（灤川）、经 |                                                |      | 燕山府                                                                                   |
| 云中府路             | 云中、（大同軍） | 武、应、朔、蔚 奉、圣、归、化 儒、妫 |                                                |      | 云中府                                                                                   |

## 南宋

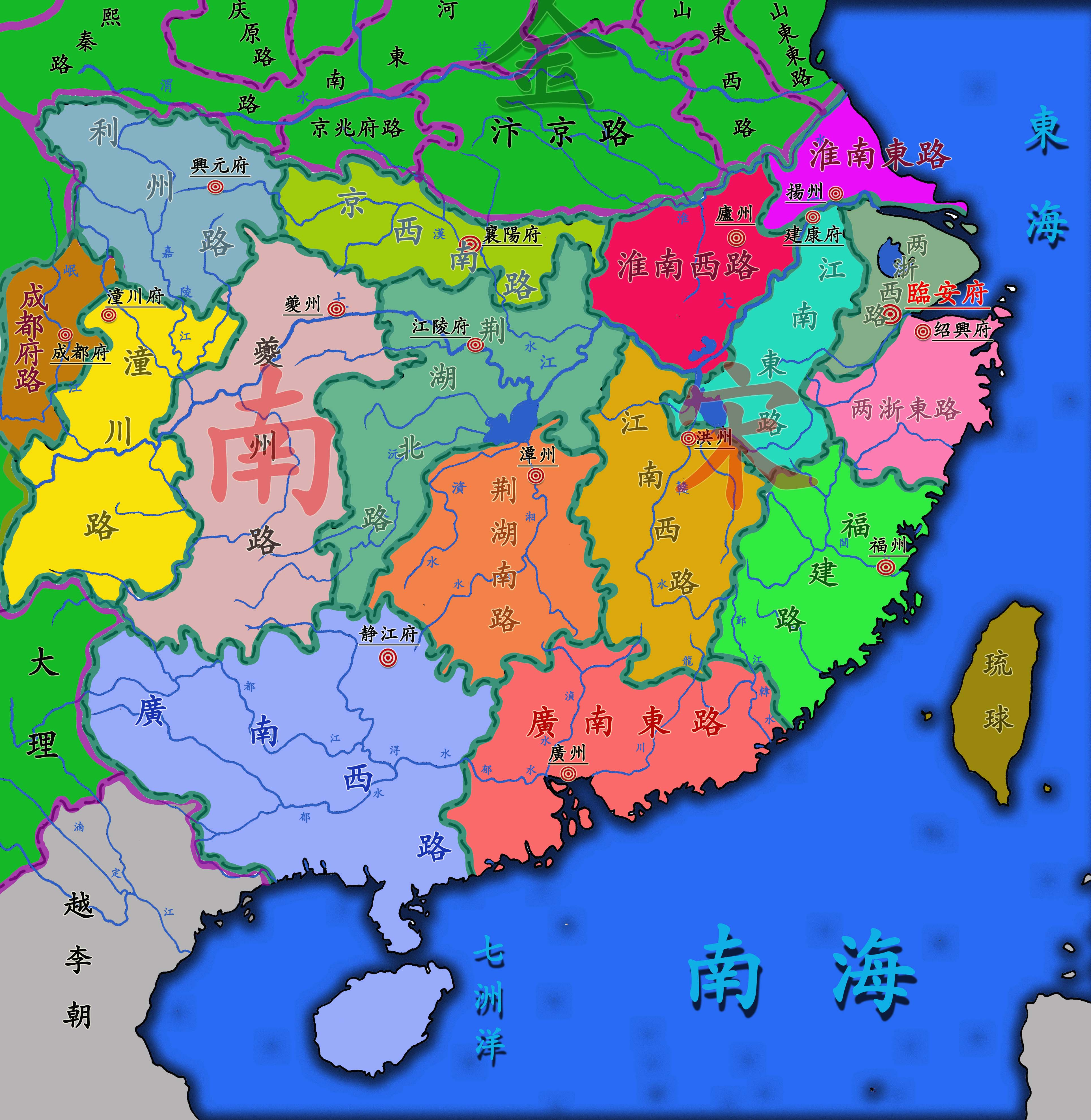
南宋 分路图

| 路名     | 屬府 （節鎮） （郡名） | 屬州 （節鎮） （郡名） | 屬軍                       | 屬監 | 治所 |
| -------- | --- | --- | -------------------------- | ---- | --- |
| 兩浙西路 | 臨安 （寧海軍） （余杭） 平江 （平江軍） （吳） 鎮江 （鎮江軍） （丹陽） 嘉興 （嘉興軍） （嘉禾） 建德 （建德軍） （新定） | 安吉 （昭慶軍） （吳興） 常（毗陵） | 江陰                       |      | 臨安府 （轉運使司） （安撫使司） 平江府 （提舉常平廣惠倉司） （提點刑獄司）                                                         |
| 兩浙東路 | 紹興 （鎮東軍） （會稽） 慶元 （奉國軍） （奉化） 瑞安 （永嘉）                                                            | 婺 （保寧軍） （東陽） 台（臨海） 處（縉雲） 衢（信安） |                            |      | 紹興府 （安撫使司） （提舉常平廣惠倉司） （提點刑獄使司）                                                                           |
| 江南東路 | 寧國 （寧國軍） （宣城） 建康 （建康軍） （江寧）                                                                          | 徽（新安） 池（池陽） 饒（鄱陽） 信（上饒） 太平 | 南康、廣德                 |      | 建康府 （轉運使司） （安撫使司） 饒州 (提點刑獄使司) 池州 （提舉常平廣惠倉司）                                                      |
| 江南西路 | 隆興 （鎮南軍） （豫章）                                                                                                   | 江 （定江軍） （潯陽） 贛 （昭信軍） （南康） 吉（廬陵） 袁（宜春） 撫（臨川） 瑞（高安） | 興國、南安 臨江、建昌      |      | 隆興府 （轉運使司） （安撫使司） 贛州 （提點刑獄使司） 撫州 （提舉常平廣惠倉司）                                                    |
| 淮南東路 | | 揚 （淮南） （廣陵） 楚（山陽） 海（東海） 泰（海陵） 泗（臨淮） 滁（永陽） 真（儀真） 通（靜海） 安東 | 高郵、招信 淮安、清河      |      | 真州 （轉運使司） 揚州 （提點刑獄使司） （安撫使司） 泰州 （提舉常平廣惠倉司）                                                      |
| 淮南西路 | 壽春 （忠正軍） （壽春） 安慶 （德慶軍） ↓ （安慶軍） （同安）                                                             | 廬 （保信軍） （廬江） 蔣 （弋陽） （光山軍） 蘄（蘄春） 和（曆陽） 濠（鍾離） 黃（齊安） | 六安、無為 懷遠、鎮巢 安豐 |      | 安慶府 （轉運使司） ↓ 無為軍 （轉運使司） ↓ 廬州 （轉運使司） 無為軍 （提舉常平廣惠倉司） 安慶府 （提點刑獄使司） 廬州 （安撫使司） |
| 荊湖南路 | 寶慶 （寶慶軍） （邵陽）                                                                                                   | 潭 （武安軍） （長沙） 衡（衡陽） 道（江華） 永（零陵） 郴（桂陽） 全 | 茶陵 桂陽 武岡             |      | 潭州 （轉運使司） （安撫使司） 衡州 （提點刑獄使司） （提舉常平廣惠倉司）                                                           |
| 荊湖北路 | 江陵 （荊南） （江陵） 德安 （安遠軍） （安陸） 常德 （常德軍） （武陵）                                                   | 鄂 （武昌軍） （江夏） 岳 （岳陽軍） （巴陵） 復（景陵） 澧（澧陽） 峽（夷陵） 歸（巴東） 辰（盧溪） 沅（潭陽） 靖 | 荊門、壽昌 漢陽、信陽      |      | 鄂州 （轉運使司） 鼎州 （提點刑獄使司） （提舉常平廣惠倉司） ↓ 常德府 （提點刑獄使司） （提舉常平廣惠倉司） 江陵府 （安撫使司）     |
| 京西南路 | 襄陽 （山南東道） （襄陽）                                                                                                 | 隨 （崇信軍） （漢東） 房 （保康軍） （房陵） 均 （武當軍） （武當） 鄧 （武勝軍） （南陽） 郢（富水） | 光化、棗陽                 |      | 襄陽府 （轉運使司） （提點刑獄使司） （提舉常平廣惠倉司） （安撫使司）                                                              |
| 廣南東路 | 英德 （真陽） 肇慶 （肇慶軍） （高要） 德慶 （永慶軍） （晉康）                                                            | 廣 （清海軍） （南海） 韶（始興） 循（海豐） 連（連山） 潮（潮陽） 梅（義安） 南雄（保昌） 封（臨封） 新（新興） 南恩（恩平） 惠（博羅） |                            |      | 廣州 （轉運使司） （提舉常平廣惠倉司） （經略安撫使司） 韶州 （提點刑獄使司）                                                       |
| 廣南西路 | 靜江 （靜江軍） （始興） 慶遠 （慶遠軍） （龍水）                                                                          | 容 （寧遠軍） （普甯） 邕 （建武軍） （永寧） 融 （清遠軍） （融水） 象(象) 昭（平樂） 梧（蒼梧） 藤（感義） 潯（潯江） 貴（懷澤） 柳（龍城） 賓（安城） 橫（寧浦） 化（陵水） 高（高涼） 雷（海康） 欽（寧越） 廉（合浦） 賀（臨賀） 瓊（瓊山） 郁林（郁林） | 南寧 萬安 吉陽             |      | 靜江府 （轉運使司） （提舉常平廣惠倉司） （提點刑獄使司） （經略安撫使司）                                                          |
| 福建路   | 建寧 （建寧軍） （建安）                                                                                                   | 福 （威武軍） （長樂） 泉 （平海軍） （清源） 南劍（劍浦） 漳（漳浦） 汀（臨汀） | 邵武、興化                 |      | 建寧府 （轉運使司） （提舉常平廣惠倉司） 福州 （提點刑獄使司） （安撫使司）                                                         |
| 成都府路 | 成都 （劍南西川） （蜀） 崇慶 （崇慶軍） （唐安） 嘉定 （嘉慶軍） （犍為）                                                 | 邛（臨邛） 眉（通義） 彭（濛陽） 綿（巴西） 漢（德陽） 簡（陽安） 黎（漢源） 雅（盧山） 茂（通化） 威（維川） 隆 | 永康、石泉                 |      | 成都府 （轉運使司） （安撫使司） 嘉定府 （提點刑獄使司） （提舉常平廣惠倉司）                                                       |
| 潼川府路 | 潼川 （劍南東川） （梓潼） 遂甯 （武信軍） （遂甯） 順慶 （南充）                                                          | 瀘 （瀘川軍） （瀘川） 資（資陽） 昌（昌元） 普（安嶽） 敘（南溪） 合（巴川） 榮（和義） 渠（鄰山） | 長寧 懷安 寧西             | 富順 | 遂甯府 （轉運使司） 潼川府 （提點刑獄使司） （提舉常平廣惠倉司） 瀘州 （安撫使司）                                                  |
| 夔州路   | 紹慶 （武泰軍） （黔中） 咸淳 （南賓） 重慶 （巴）                                                                         | 夔 （寧江軍） （云安） 施（清江） 萬（南浦） 開（盛山） 達（通川） 涪（涪陵） 播（樂源） 思 | 云安 梁山 南平             | 大寧 | 夔州 （轉運使司） （安撫使司） 重慶府 （提點刑獄使司） （提舉常平廣惠倉司）                                                         |
| 利州路   | 興元 （山南西道） （漢中） 隆慶 （普安軍） （普安） 同慶 （同穀）                                                          | 利 （寧武軍） （益川） 金 （昭化軍） （安康） 洋 （武定軍） ↓ （武康軍） （洋川） 閬 （安德軍） （閬中） 巴（清化） 興（順政） 文（陰平） 蓬（咸安） 龍（江油） 階（武都） 西和（和政） 鳳（河池）                                                            | 大安、天水                 |      | 利州 （轉運使司） 興元府 （提點刑獄使司） （提舉常平廣惠倉司） （安撫使司） ↓ 合州 （安撫使司）                                     |
| 利州東路 | 興元、隆慶 | 利、閬、金 洋、巴、蓬 | 大安                       |      | 興元府 （安撫使司） ↓ 合州 （安撫使司）                                                                                             |
| 利州西路 | 同慶 | 階、西和、鳳 文、龍、興 |                            |      | 興州 （安撫使司） ↓ 閬州 （安撫使司）                                                                                               |